# Budapest
Budapest (AFI: [ˈbudɒpɛʃt]; pronuncia italiana: /ˈbudapest/ o /budaˈpɛst/) è la capitale e la maggiore città dell’Ungheria. È amministrata come un comune autonomo e costituisce il centro primario del Paese per la vita politica, economica e culturale. Al 2024 contava 1 686 222 abitanti, mentre la popolazione residente nell'area metropolitana ammontava a 3 019 479 persone.
Budapest nacque ufficialmente nel 1873 dall'unione delle città storiche di Buda e Óbuda, ubicate a ovest del Danubio, con l'abitato di Pest, situato sulla riva opposta del fiume e anch'esso di antiche origini; fino al 1918 fu una delle due capitali dell'Impero austro-ungarico, dissoltosi al termine della prima guerra mondiale.
Nel XXI secolo Budapest è diventata una metropoli globale (categoria Beta+) e si è affermata come una popolare destinazione turistica: nel 2019, secondo i dati forniti da Euromonitor International, la capitale ungherese è stata la 62ª città più visitata del mondo.

## Geografia fisica

### Territorio

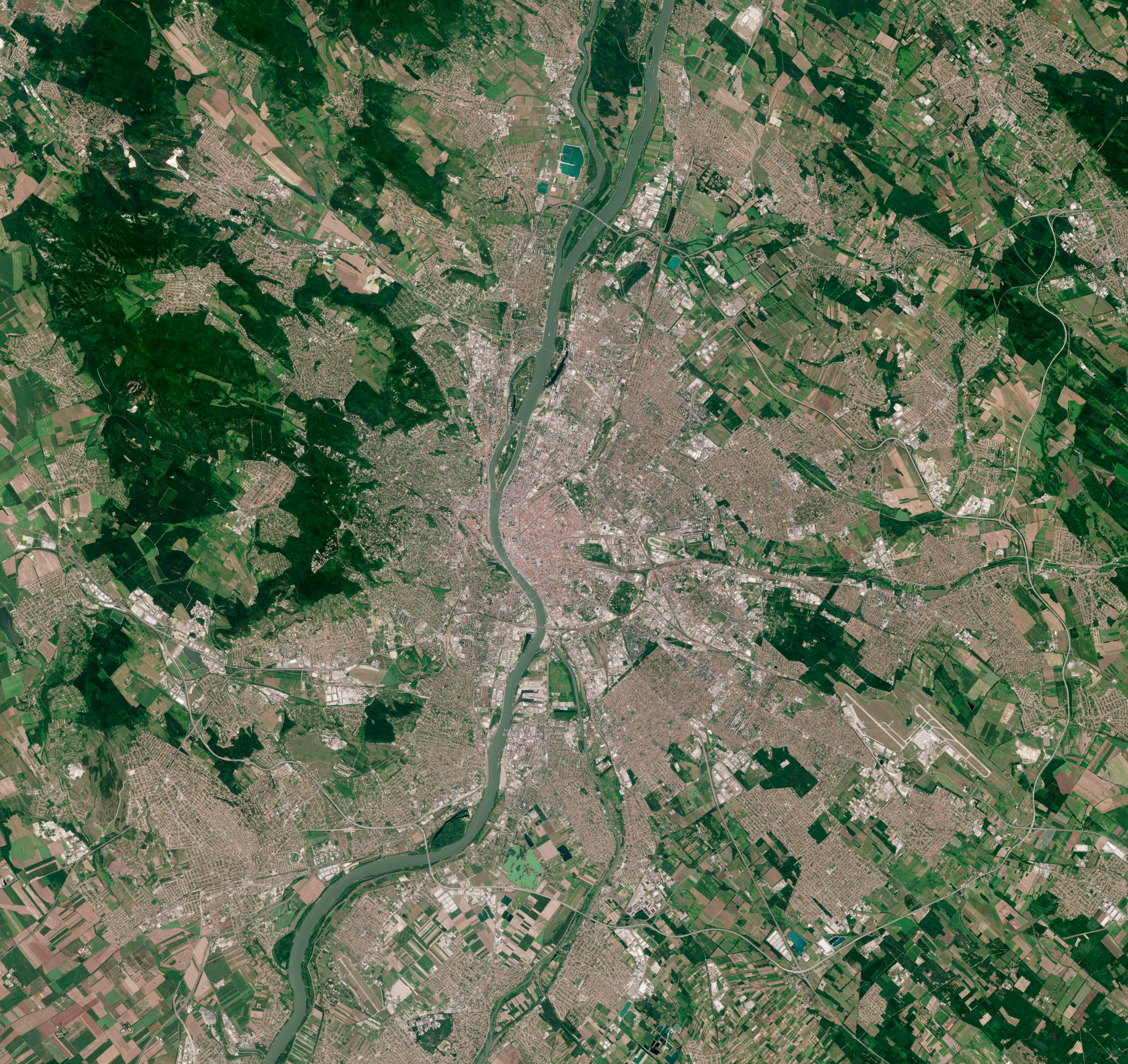
Immagine satellitare della città

La morfologia di Budapest è variegata. Pest si affaccia sulla Grande Pianura ungherese ed è prevalentemente pianeggiante. Buda conta invece diverse colline che si elevano fino all'altitudine massima di 527 metri[?].

### Clima
La città ha un clima continentale temperato con inverni rigidi e temperature spesso sottozero, ed estati calde con le temperature massime di luglio e agosto, i mesi più caldi, che spesso superano i 33 °C. Le precipitazioni, raramente intense, con accumuli intorno ai 600 mm, sono ben distribuite lungo tutto l'anno con un picco relativo tra maggio e giugno (65 mm) e un minimo tra gennaio e febbraio (35 mm). La neve è un fenomeno frequente in inverno, mentre l'autunno è nebbioso.
| Budapest            | Mesi | Mesi | Mesi | Mesi | Mesi | Mesi | Mesi | Mesi | Mesi | Mesi | Mesi | Mesi | Stagioni | Stagioni | Stagioni | Stagioni | Anno  |
| Budapest            | Gen  | Feb  | Mar  | Apr  | Mag  | Giu  | Lug  | Ago  | Set  | Ott  | Nov  | Dic  | Inv      | Pri      | Est      | Aut      | Anno  |
| ------------------- | ---- | ---- | ---- | ---- | ---- | ---- | ---- | ---- | ---- | ---- | ---- | ---- | -------- | -------- | -------- | -------- | ----- |
| T. max. media (°C)  | 2,1  | 4,7  | 10,6 | 16,7 | 22,0 | 25,2 | 27,5 | 27,1 | 22,6 | 16,1 | 8,3  | 3,7  | 3,5      | 16,4     | 26,6     | 15,7     | 15,6  |
| T. min. media (°C)  | −2,7 | −1,3 | 2,4  | 6,9  | 11,5 | 14,6 | 16,4 | 15,9 | 12,2 | 7,5  | 3,1  | −0,6 | −1,5     | 6,9      | 15,6     | 7,6      | 7,2   |
| Precipitazioni (mm) | 38,5 | 36,7 | 37,4 | 47,2 | 64,5 | 69,8 | 50,4 | 49,5 | 42,7 | 46,9 | 59,9 | 49,3 | 124,5    | 149,1    | 169,7    | 149,5    | 592,8 |

## Storia

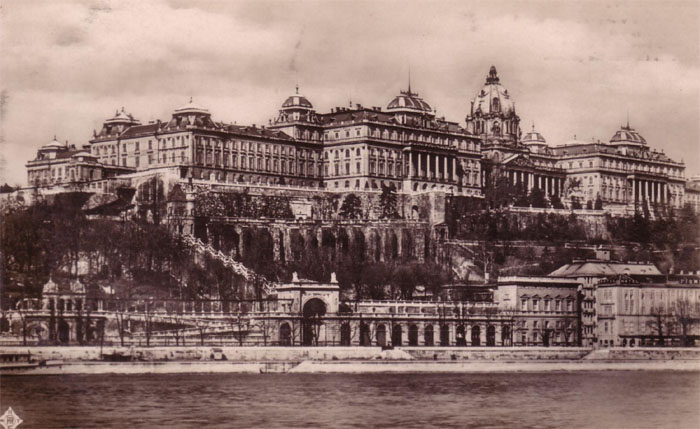
Il palazzo reale di Buda nel 1930

Il primo insediamento sul territorio di Budapest fu intorno al I secolo a.C. a opera dei Celti. In seguito venne occupata dai Romani. L'insediamento romano, Aquincum - che soppianta il celtico Akink - divenne la principale città della Pannonia inferiore. Dell'epoca romana restano un insediamento civile e uno militare, ciascuno con un anfiteatro, terme, mitrei, un acquedotto, alcune ville e numerosi castra di presidio del limes danubiano.
Le tribù ungheresi vi arrivarono nel corso del X secolo e ne fecero una delle sedi prima dei principi e poi dei re. In quell'epoca la città si chiamava Buda.
Sulla riva opposta del Danubio fu fondata Pest. Già luogo di una certa importanza, venne ricostruita velocemente dopo la distruzione a opera degli invasori Mongoli nel 1241, ma fu Buda, sede del Palazzo Reale sin dal 1247, a diventare la capitale dell'Ungheria.
La conquista da parte dei Turchi di gran parte dell'Ungheria nel XVI secolo interruppe la crescita della città: dopo la battaglia di Mohács Pest cadde in mano agli invasori nel 1526 e Buda la seguì quindici anni più tardi. Mentre Buda rimase la sede del governo turco, Pest finì in rovina prima della riconquista nel 1686 da parte delle truppe asburgiche.
Fu Pest, dal 1723 sede amministrativa del regno, a conoscere tra il XVIII e XIX secolo il maggior tasso di crescita, anche grazie all'inglobamento di centri abitati adiacenti. Nel 1800 Pest era più grande di Buda e Óbuda messe insieme e nel corso del secolo crebbe di venti volte fino a raggiungere i 600 000 abitanti.
La fusione delle tre città di Buda, Óbuda e Pest in un'unica amministrazione, dapprima messa in atto dal governo rivoluzionario ungherese nel 1849, poi revocata dalla restaurata autorità asburgica, venne infine resa effettiva dal governo autonomo ungherese instaurato con il compromesso austro-ungarico del 1867. La popolazione totale dell'area unificata crebbe tra il 1840 e il 1900 fino a 730 000 abitanti.
Durante il XX secolo la maggiore espansione demografica avvenne nei sobborghi, con Újpest che più che raddoppiò le sue dimensioni dal 1890 al 1910 e Kispest che le quintuplicò dal 1900 al 1920, a causa del fatto che la gran parte delle industrie del paese si concentrò nella città. Le perdite umane della prima guerra mondiale e quelle conseguenti alla perdita di due terzi del territorio del paese (1920) causarono un temporaneo rallentamento, lasciando Budapest capitale di uno Stato più piccolo ma finalmente sovrano. Nel 1930 la città giunse a contare un milione di abitanti, più altri 400 000 nei sobborghi. In quegli anni uno dei quotidiani a più larga diffusione era il Budapesti Hirlap, giornale nazionalista e conservatore che cessò le pubblicazioni nel 1939.

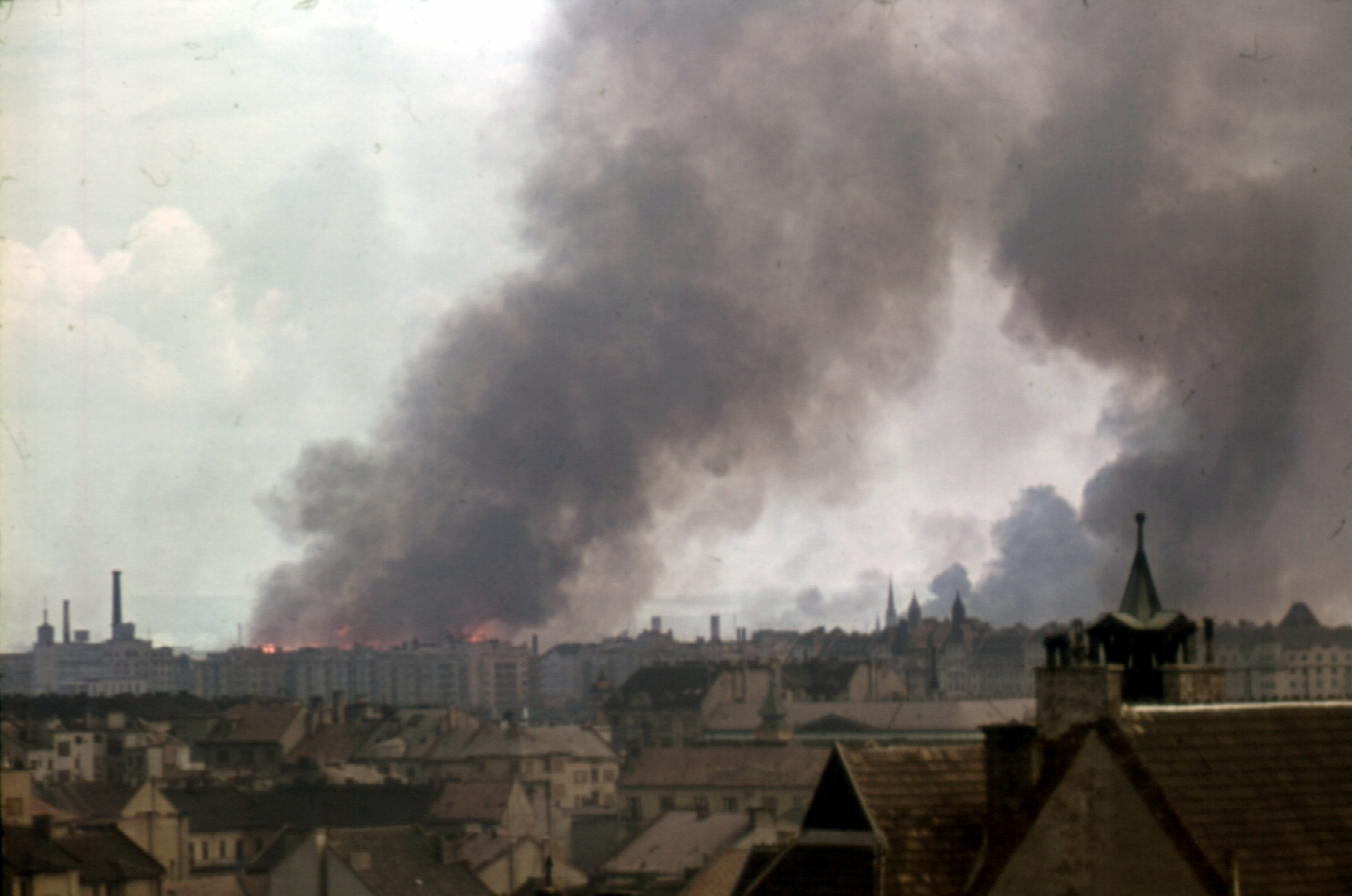
Budapest in fiamme a seguito dell'invasione tedesca del marzo 1944.

Durante l'occupazione tedesca della seconda guerra mondiale più di un terzo dei 250 000 abitanti di origine ebraica di Budapest persero la vita nell'Olocausto. La situazione si fece drammatica soprattutto tra l'ottobre 1944 e l'inizio del 1945 quando i nazisti e la polizia ungherese (controllata dal governo collaborazionista del partito delle Croci Frecciate) deportarono 76 000 degli ebrei di Budapest nei campi di concentramento e sterminio, forzando il resto della popolazione ebraica all'interno del ghetto di Budapest e sottoponendola a numerosi eccidi. A contrastare eroicamente le uccisioni e le deportazioni si distinsero il diplomatico svedese Raoul Wallenberg, quello svizzero Carl Lutz, l'italiano Giorgio Perlasca (che si fece passare per diplomatico spagnolo) e il nunzio apostolico Angelo Rotta. Nonostante l'enorme massacro Budapest è ancor oggi la città europea con la maggior percentuale di popolazione ebraica.
La città, danneggiata gravemente durante l'assedio sovietico dell'inizio del 1945, fu ricostruita nel dopoguerra. Nel 1956 la città fu uno dei maggiori teatri della rivolta d'Ungheria e dei conseguenti scontri tra la popolazione e le truppe sovietiche, che portarono alla sconfitta degli insorti e alla repressione. Negli anni sessanta la capitale divenne in qualche modo una vetrina delle politiche più pragmatiche intraprese dal governo del Paese dopo i fatti del 1956. Dopo la caduta del regime comunista (1989) Budapest ha riallacciato i suoi tradizionali legami economici e culturali con l'Europa occidentale, ponendosi come capofila nel tumultuoso passaggio al capitalismo dei Paesi centro europei ex socialisti. A partire dagli anni novanta, seguendo una linea di tendenza comune a tutta l'Ungheria, Budapest ha subito un calo demografico causato dall'emigrazione e dalla decrescita naturale della popolazione.

## Architettura
Budapest ha edifici architettonicamente degni di nota in un'ampia gamma di stili e di periodi di tempo distinti, dall'antichità come la città romana di Aquincum a Óbuda (Distretto III), che risale intorno all'89 d.C., al più moderno Palazzo delle Arti, il contemporaneo museo d'arte e sala da concerto.
La maggior parte degli edifici a Budapest è relativamente bassa: all'inizio degli anni 2010 c'erano circa 100 edifici più alti di 45 metri. Il numero di grattacieli è mantenuto basso dalla legislazione edilizia, che mira a preservare il paesaggio urbano storico e soddisfare i requisiti del patrimonio mondiale dell'umanità. Regole severe si applicano alla pianificazione, autorizzazione e costruzione di grattacieli e di conseguenza gran parte del centro città non ne ha. Alcuni progettisti vorrebbero un allentamento delle regole per la costruzione dei grattacieli, ed è stata sollevata la possibilità di costruire grattacieli al di fuori del centro storico della città.
Nell'ordine cronologico degli stili architettonici Budapest è rappresentata sull'intera linea temporale, a cominciare dalla città romana di Aquincum che rappresenta l'architettura antica.
Lo stile determinante è quello gotico a Budapest. I pochi edifici in questo stile rimasti si trovano nel quartiere del Castello. Gli edifici degni di nota sono n. 18, 20 e 22 in via Országház, che risalgono al XIV secolo e in via Úri n. 31, che ha una facciata gotica che risale al XV secolo. Altri edifici con caratteristiche gotiche sono la Chiesa parrocchiale del Centro-città, costruita nel XII secolo, e la Chiesa di Maria Maddalena, completata nel XV secolo. Gli edifici in stile gotico più caratteristici sono in realtà neogotici, come i monumenti più famosi di Budapest, il Palazzo del Parlamento ungherese e la Chiesa di Mattia, dove è stato utilizzato gran parte del materiale originale (costruito originariamente in stile romanico nel 1015).
Durante l'occupazione turca (1541-1686), la cultura islamica fiorì a Budapest; più moschee e bagni furono costruiti nella città. Questi erano grandi esempi di architettura ottomana, che è stata influenzata dai musulmani di tutto il mondo, tra cui l'architettura turca, iraniana, araba e, in misura maggiore, bizantina e le tradizioni islamiche. Dopo che la Lega Santa conquistò Budapest, sostituirono la maggior parte delle moschee con chiese e minareti furono trasformati in campanili e guglie di cattedrali. A un certo punto la distinta piazza centrale in pendenza di Budapest divenne un vivace bazar orientale, pieno del "chiacchierio delle carovane di cammelli in viaggio verso lo Yemen e l'India". Budapest è infatti uno dei pochi posti al mondo con originali bagni turchi funzionanti risalenti al XVI secolo, come le terme Rudas o le terme Király. Le varie culture convergenti in Ungheria sembravano fondersi bene tra loro, come se tutte queste diverse culture e stili architettonici fossero digeriti nel proprio modo di fondersi culturale dell'Ungheria. Un precedente per mostrare l'autocoscienza della città è la sezione superiore della piazza principale della città, chiamata Szechenyi. Quando i turchi arrivarono in città, qui costruirono moschee che furono sostituite in modo aggressivo con la chiesa gotica di San Bertalan. La logica del riutilizzo della base dell'ex moschea dell'edificio islamico e della ricostruzione in chiesa gotica, ma l'architettura in stile islamico su di essa è tipicamente islamica è ancora visibile. Dopo che turchi e musulmani furono espulsi e massacrati da Budapest, il sito fu rioccupato dai cristiani e riformato nella Chiesa parrocchiale del Centro-città. La forma dell'architettura è il suo unico accenno di passato esotico: "due nicchie di preghiera sopravvissute di fronte alla Mecca e un simbolo ecumenico in cima alla sua cupola: una croce che si erge sopra la falce di luna turca".
Dopo il 1686, l'architettura barocca designò lo stile artistico dominante nei paesi cattolici dal XVII al XVIII secolo. Ci sono molti edifici in stile barocco a Budapest e uno dei migliori esempi di architettura in stile barocco conservato è la Chiesa di Sant'Anna in piazza Batthyhány. Una parte interessante di Budapest è la meno turistica Óbuda, la cui piazza principale ha anche alcuni bei palazzi storici conservati con facciate barocche. Il quartiere del castello è un altro luogo da visitare dove sono stati costruiti il più famoso palazzo reale di Buda e molti altri edifici in stile barocco.
L'architettura classica e l'architettura neoclassica sono le successive nella sequenza temporale. Budapest aveva non uno ma due architetti che erano maestri dello stile classicista. Mihály Pollack (1773-1855) e József Hild (1789-1867), costruirono molti bellissimi edifici in stile classico in città. Alcuni dei migliori esempi sono il Museo nazionale ungherese, la Chiesa luterana di Buda (entrambi progettati da Pollack) e la sede del presidente ungherese, il Palazzo Sándor. L'attrazione in stile classicista più iconica e ampiamente conosciuta a Budapest è il Ponte delle catene. I due più begli edifici di architettura romantica di Budapest sono la Grande Sinagoga e la sala concerti Vigadó sulla passeggiata sul Danubio, entrambi progettati dall'architetto Frigyes Feszl (1821-1884). Un'altra struttura degna di nota è la stazione ferroviaria occidentale di Budapest, progettata da August de Serres e costruita dalla Compagnia Eiffel di Parigi nel 1877.
L'Art Nouveau divenne di moda a Budapest grazie alle mostre che si tennero nel 1896 e intorno al 1896 e organizzate in connessione con le celebrazioni del Millennio ungherese. L'Art Nouveau in Ungheria (Szecesszió in ungherese) è una miscela di diversi stili architettonici, con particolare attenzione alle specialità ungheresi. Uno dei principali architetti dell'Art Nouveau, Ödön Lechner (1845–1914), si ispirò all'architettura indiana e siriana, nonché ai tradizionali disegni decorativi ungheresi. Uno dei suoi edifici più belli a Budapest è il Museo delle Arti Applicate. Un altro esempio di Art Nouveau a Budapest è il Palazzo Gresham davanti al Ponte delle Catene, l'Hotel Gellért, l'Accademia Musicale Franz Liszt o lo Zoo e Giardino botanico di Budapest.

La seconda metà del XX secolo vide anche, sotto il regime comunista, la costruzione di condomini (panelház), come in altri paesi dell'Europa orientale. Nel XXI secolo, Budapest affronta nuove sfide nella sua architettura. La pressione verso i grattacieli è inequivocabile tra le città del mondo di oggi, ma preservare il paesaggio urbano unico di Budapest e la sua architettura molto diversificata, insieme alle aree verdi, costringe Budapest a bilanciare tra loro. L'architettura contemporanea ha un ampio margine nella città. Gli spazi pubblici attirano ingenti investimenti anche da parte delle imprese e del governo, tanto che la città ha acquisito piazze, parchi e monumenti completamente nuovi (o rinnovati e ridisegnati), ad esempio la piazza Kossuth, la piazza Deák Ferenc e la piazza della Libertà. Numerosi punti di riferimento sono stati creati nell'ultimo decennio a Budapest, come il Teatro Nazionale, il Palazzo delle Arti, il ponte Rákóczi, il ponte Megyeri, lo Sky Court dell'aeroporto di Budapest, tra gli altri, e milioni di metri quadrati di nuovi edifici per uffici e appartamenti. 

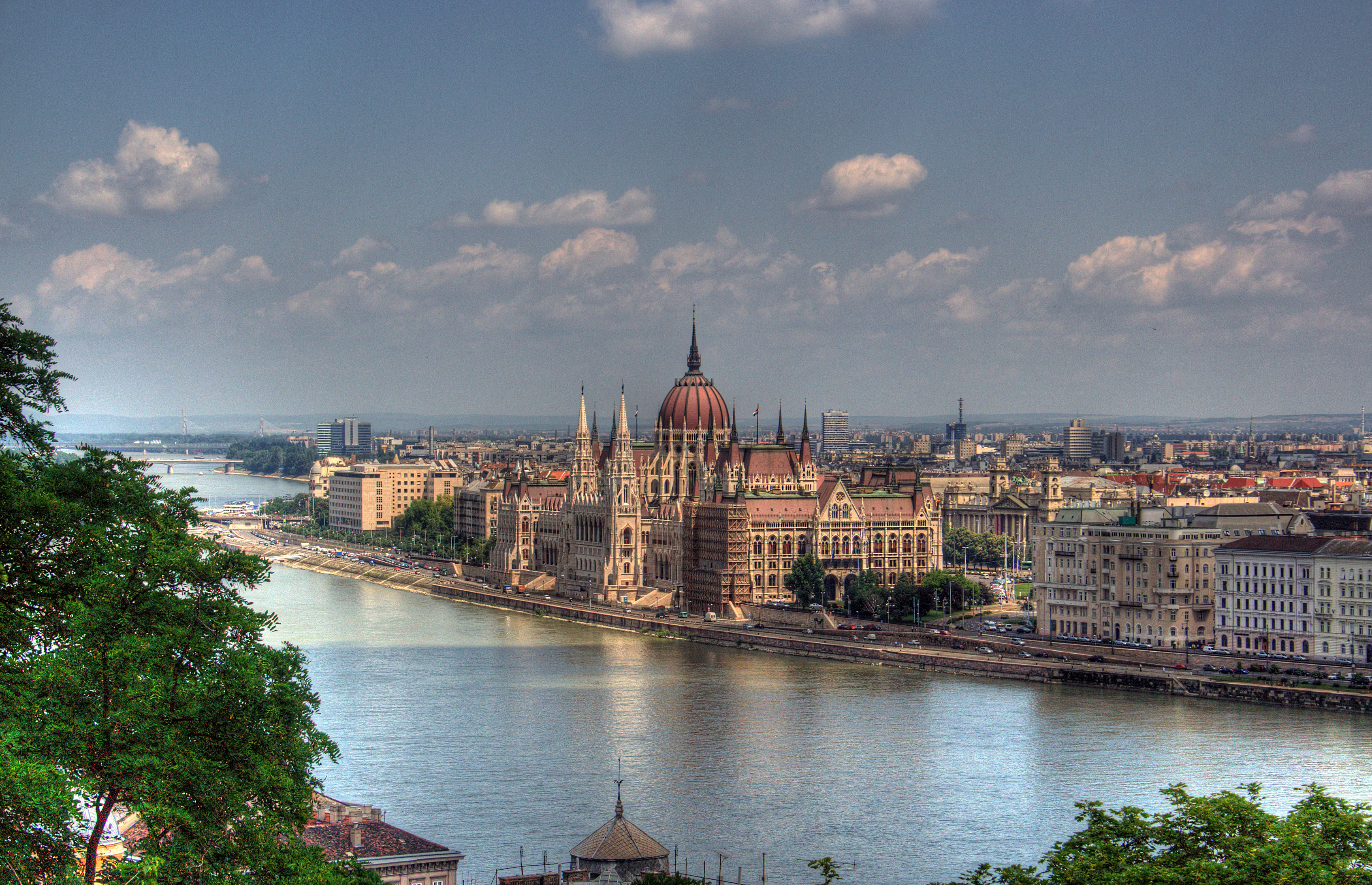
Veduta della moderna Budapest

## Società

### Evoluzione demografica
Crescita della popolazione:
| Anno | Abitanti                                 |
| ---- | ---------------------------------------- |
| 1800 | 54 200                                   |
| 1830 | 102 700                                  |
| 1850 | 178 000                                  |
| 1880 | 370 800                                  |
| 1900 | 733 400                                  |
| 1925 | 957 800                                  |
| 1990 | 2 016 100                                |
| 2003 | 1 719 342                                |
| 2006 | 1 698 106 (agglomerato urbano 2 571 504) |

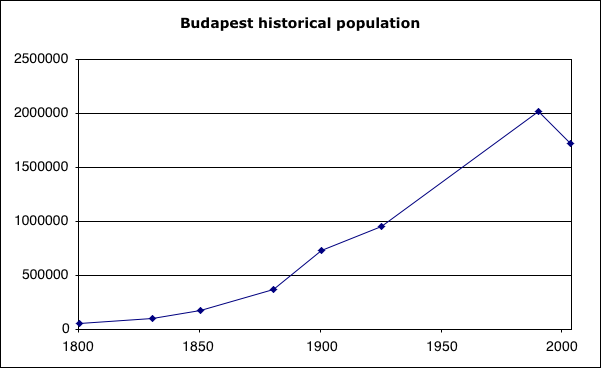
Grafico della popolazione

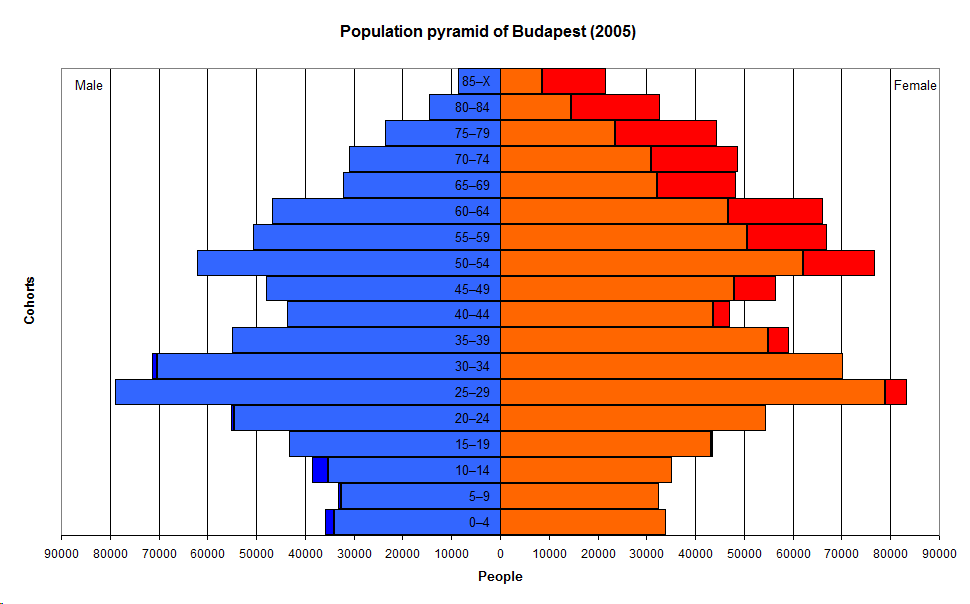
Piramide della popolazione per fasce di età e sesso

Popolazione divisa per gruppo etnico di appartenenza secondo il censimento del 2016, in cui era possibile specificare più di una etnia.
| Gruppo etnico | Quantità          |
| ------------- | ----------------- |
| Ungheresi     | 1 697 039 (96,2%) |
| Tedeschi      | 34 909 (2%)       |
| Zingari       | 16 592 (0,9%)     |
| Romeni        | 9 117 (0.5%)      |
| Slovacchi     | 5 488 (0,3%)      |

### Lingue
Secondo il censimento del 2011, 1 712 153 persone (il 99,0% della popolazione della città) parlano la lingua ungherese, dei quali 1 692 815 (97,9%) la parlano come prima lingua e 19 338 (1,1%) come seconda lingua. Nello stesso anno le principali lingue straniere parlate in città sono: inglese (536 855 parlanti, 31,0%), tedesco (266 249 locutori, 15,4%), francese (56 208 parlanti, 3,3%) e russo (54 613 parlanti, 3,2%).
| Lingua madre | 1715  | 1737  | 1750  | 1851  | 1880  | 1890  | 1900  | 1910  | 1920  | 1930  | 1941 |
| ------------ | ----- | ----- | ----- | ----- | ----- | ----- | ----- | ----- | ----- | ----- | ---- |
| Ungherese    | 19,4% | 22,5% | 22,2% | 36,6% | 56,7% | 67,1% | 79,6% | 85,9% | 90,2% | 94,3% | 97%  |
| Tedesco      | 55,6% | 57,8% | 55,2% | 56,4% | 34,3% | 23,7% | 14%   | 9%    | 6,5%  | 3,8%  | 1,9% |
| Slovacco     | 2,2%  | 5,6%  | 6,5%  | 5%    | 6,1%  | 5,6%  | 3,4%  | 2,3%  | 1,5%  | 0,7%  | 0,3% |
| Altro        | 22.8% | 14,1% | 16,1% | 2%    | 2,9%  | 3,6%  | 3%    | 2,8%  | 1,8%  | 1,2%  | 0,8% |

### Religione
Popolazione divisa per religione professata:
- Chiesa cattolica in Ungheria - 808 460 (45,5%, 67,4% nel 1880)
- Calvinismo - 224 169 (12,6%, 6,1% nel 1880)
- Luteranesimo - 46 449 (2,6%, 5,5% nel 1880)
- Chiesa greco-cattolica ungherese - 28 901 (1,6%)
- Ebraismo - 9 468 (0,5%, 19,7% nel 1880)
- Ateismo - 347 209 (19,5%)
- Altri - 26 681

## Circoscrizioni di Budapest

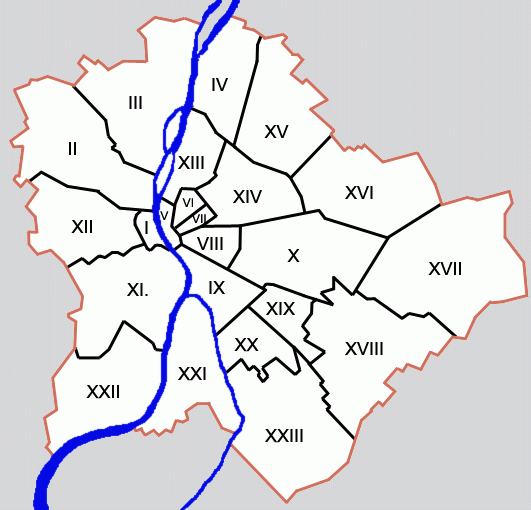
Le circoscrizioni di Budapest

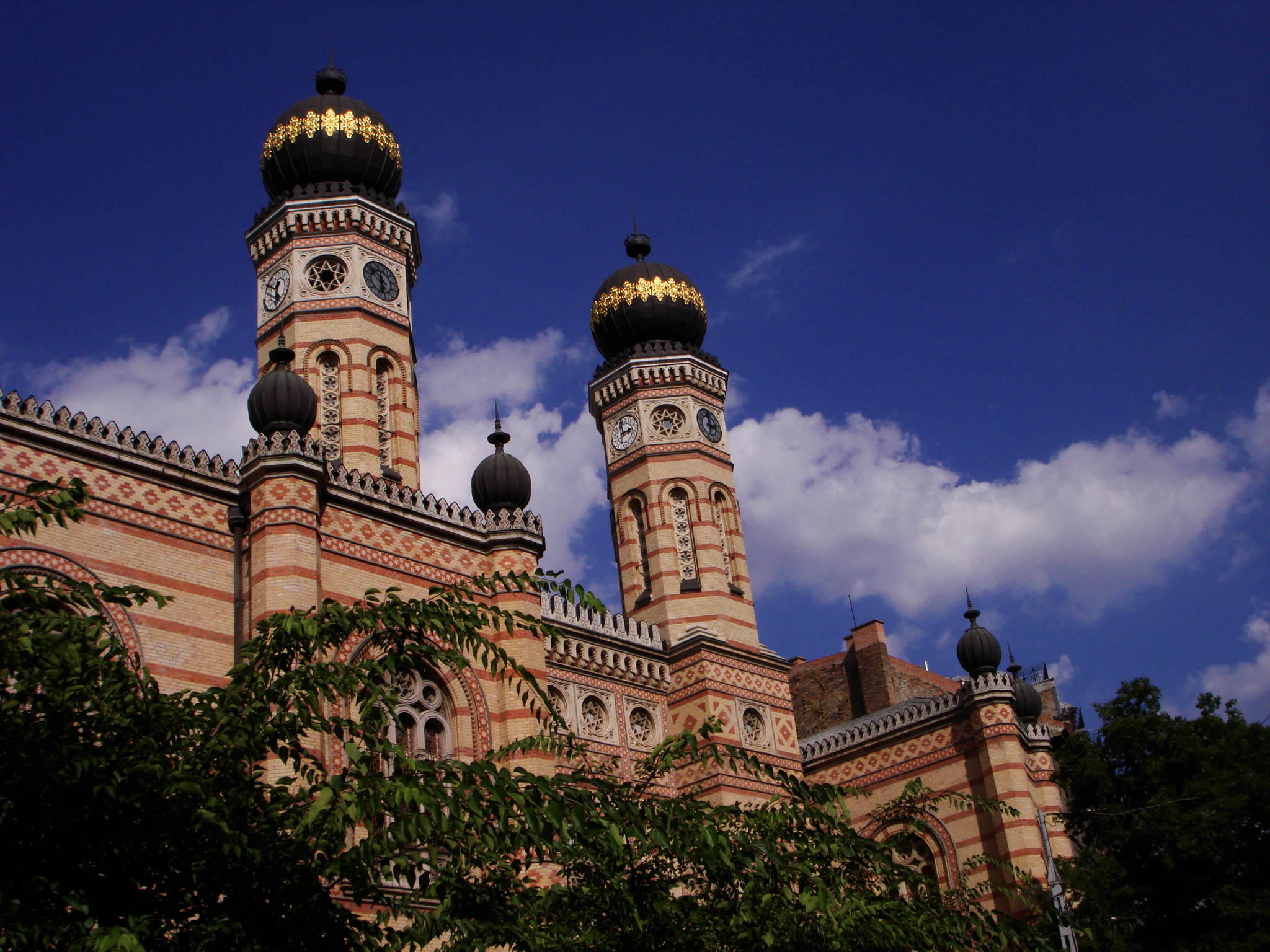
Facciata della Grande Sinagoga di Budapest, la più grande d'Europa

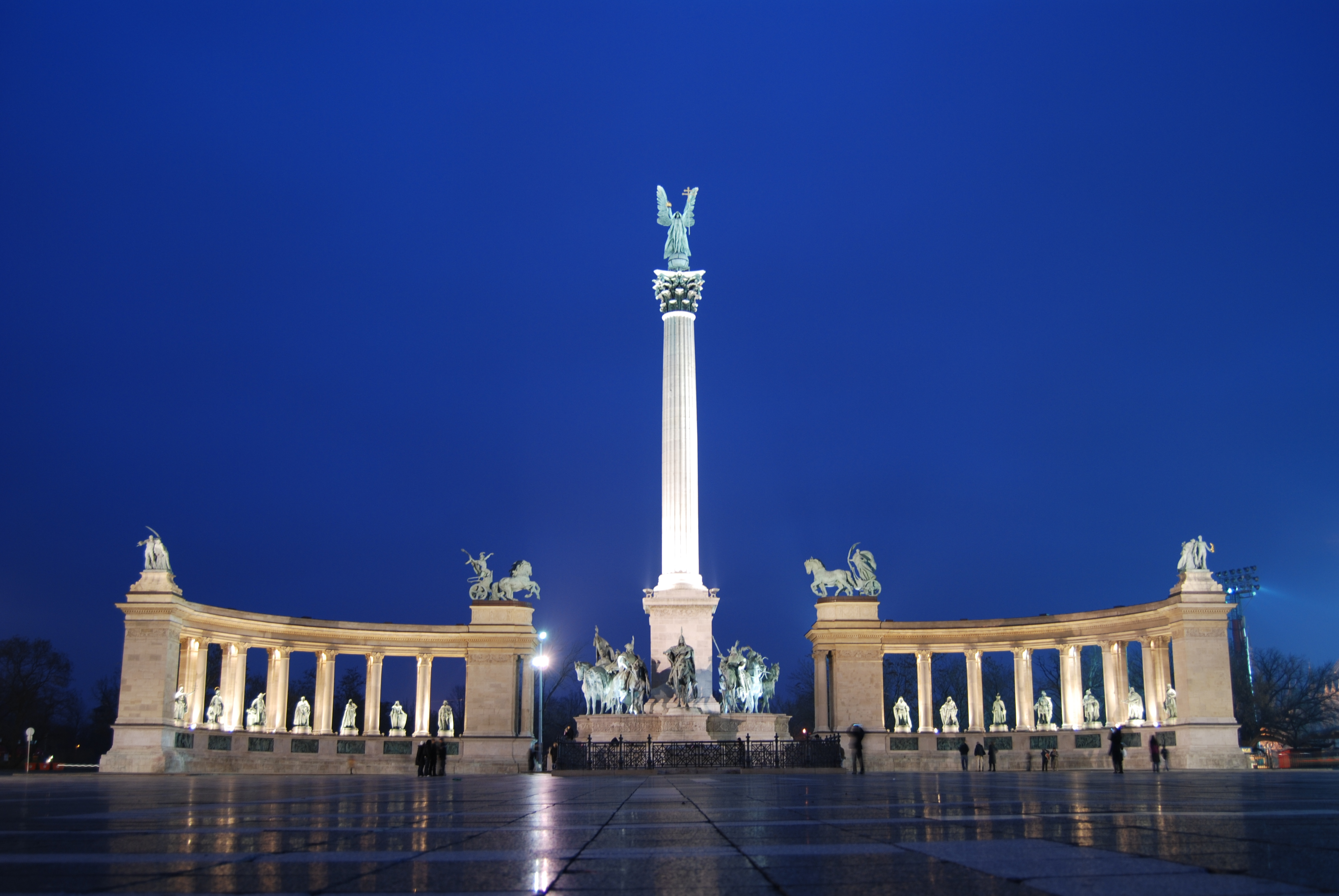
Piazza degli Eroi

Le circoscrizioni di Budapest sono ventitré e consistono in aree molto estese che hanno una propria organizzazione e amministrazione locale.
Tabán, Vár (Castello) - I Circoscrizione
Si trova sulla riva destra del Danubio e conta più di 30 000 abitanti. Essa è meglio conosciuta con il nome di "Castello" ed è la più visitata dai turisti. Sul territorio di questa circoscrizione si trovano tracce di insediamenti umani che risalgono all'età della pietra.
Nella circoscrizione del Castello c'è anche la cosiddetta "Cittadella", un forte arroccato su una collina sovrastante la città. All'interno del forte vi è anche un museo dedicato al bunker edificato durante la seconda guerra mondiale.
Rózsadomb, Pasarét - II Circoscrizione
Situato a nord del "Castello" in un elegante quartiere tranquillo, è conosciuto come Rózsadomb, cioè "collina delle rose", nome derivato dalla presenza del derviscio turco Gül Baba che riempì gli spazi verdi di roseti. Nel periodo del comunismo tanti ufficiali importanti si erano trasferiti a Rózsadomb.
Óbuda - III Circoscrizione
In questo luogo, sempre a nord, si stabilì l'accampamento romano che diede origine ad Aquincum, nucleo di quella che oggi è la città di Budapest e, all'origine, la frontiera più a nord dell'Impero romano. Degli anfiteatri, palazzi e colonnati tipici dell'architettura dell'Impero romano, oggi rimane poco e quei pochi resti salvati dalle razzie della storia si trovano quasi tutti nella piazza principale, Fö tér, presso gli scavi archeologici di Aquincum e il relativo museo.
Újpest - IV Circoscrizione

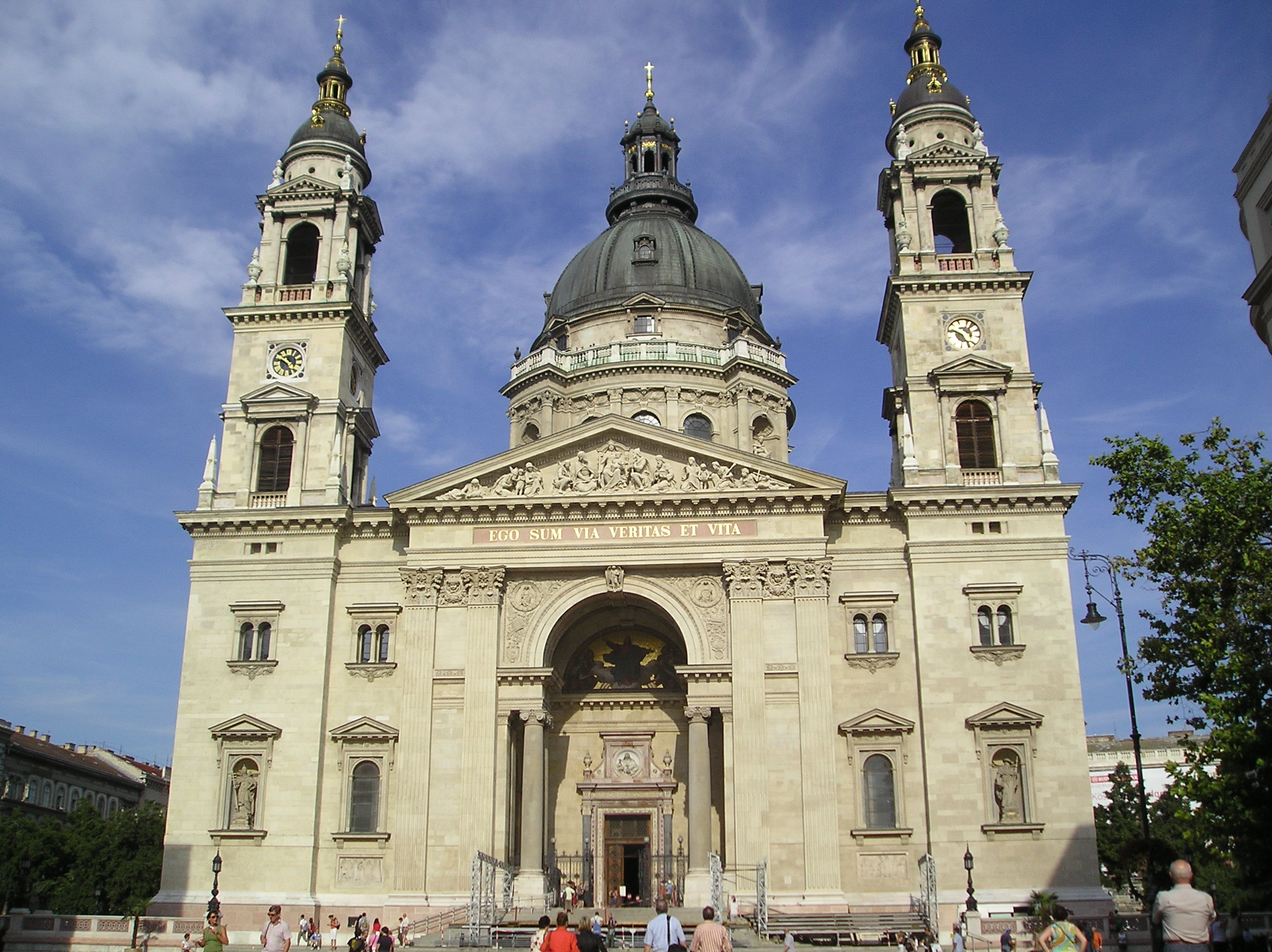
Basilica di Santo Stefano, nel cuore di Pest

La Circoscrizione di Újpest (Nuova Pest) venne fondata dalla comunità ebraica prima di essere annessa a Budapest. Essa è situata sulla riva sinistra del Danubio e, secondo i dati del censimento del 1990, conta 115 000 abitanti. Tra le circoscrizioni è la più recente della città con la prima casa costruita nel 1832. Nell'anno 1940 l'area fu dichiarata villaggio e tra il 1907 e il 1929 diventò un comune per poi diventare, nel 1950, città ed essere annessa a Budapest capitale diventando la IV Circoscrizione.
Nella circoscrizione si trova l'imbocco in sponda sinistra del ponte Megyeri, inaugurato nel 2008, che collega Újpest con la sponda destra del Danubio.
Belváros, Lipótváros - V Circoscrizione
Belváros è il vero e proprio centro di Pest, dallo stile barocco che si estende lungo il fiume davanti alla collina del castello. L'area che abbraccia è quella compresa tra il Kiskörút (Piccolo Corso) e il Danubio, vi si trova anche il mercato coperto di Vásárcsarnok che può considerarsi uno dei più grandi d'Europa. Qui è il vero centro commerciale, economico e amministrativo della città e anche la zona più elegante di Pest.
Terézváros - VI Circoscrizione
Terézváros, la "Città di Teresa", è formata da strade molto eleganti dove si concentrano le sedi di diverse ambasciate e grandi palazzi.
Erzsébetváros - VII Circoscrizione

Nella circoscrizione è compreso anche il quartiere ebraico e dietro la Grande Sinagoga, che fa da punto di riferimento per i visitatori, è visibile ancora ciò che rimane dell'antico ghetto ebraico. È un luogo tranquillo e ancora si vedono i resti delle vecchie sinagoghe, nonché piccoli negozi che conservano l'aspetto di molti decenni or sono. Uno dei temi architettonici che ricorrono in questa circoscrizione sono i piccoli cortili e i vicoli interconnessi tra i vari edifici. Per estensione territoriale è la più piccola circoscrizione di Budapest e anche la più densamente popolata.
Józsefváros - VIII Circoscrizione
Józsefváros, la "Città di Giuseppe", è un quartiere popolare, in parte ristrutturato, con tante biblioteche e università.
Ferencváros - IX Circoscrizione
La circoscrizione Ferencváros, "Città di Francesco", è un quartiere popolare dove abitano molti tedeschi, ed è stato soprannominato per questo "Franz Stadt". Tutti gli appassionati di calcio conoscono questo quartiere per l'omonima squadra. Esso è abitato per lo più da operai e impiegati pubblici.
Kőbánya - X Circoscrizione
Qui vi è un'importante zona industriale, un carcere e un cimitero. In quest'area convivono numerose minoranze etniche, zingari, greci, polacchi, armeni, rumeni e vi è un'alta densità di popolazione, con circa 90 000 abitanti. Questo territorio divenne parte della città di Pest nel 1705 e annesso a Budapest nel 1873.
Újbuda - XI Circoscrizione
Circoscrizione di Kelenvölgy, Kelenföld, Lágymányos, Albertfalva, Gellérthegy, Sashegy, Gazdagrét, Őrmező.
Si trova a ovest del Danubio e fa quindi parte di Buda. È questo il quartiere universitario che si contraddistingue come zona culturale e della musica e che concentra nelle sue strade la maggior parte delle università della città. Molte delle attività di questa Circoscrizione ruotano intorno al "Moricz Zsigmond Korter", che rappresenta il crocevia per moltissime linee di trasporto pubblico. I ponti "Szabadsag" e "Lagymanyosi" collegano il quartiere con la parte al di là del Danubio.
Hegyvidék - XII Circoscrizione
Il quartiere si trova dietro la collina del castello; vi risiedono in particolare benestanti ungheresi e "uomini d'affari" russi, ucraini, serbi e anche occidentali, in ville immerse nel verde.
Angyalföld - XIII Circoscrizione
Angyalföld (Campo degli angeli) si trova davanti all'isola Margherita e a Újlipótváros, una parte del quartiere venne riqualificata negli anni 1930. Durante il periodo socialista vi risiedeva l'intellighenzia, soprattutto quella ebraica.

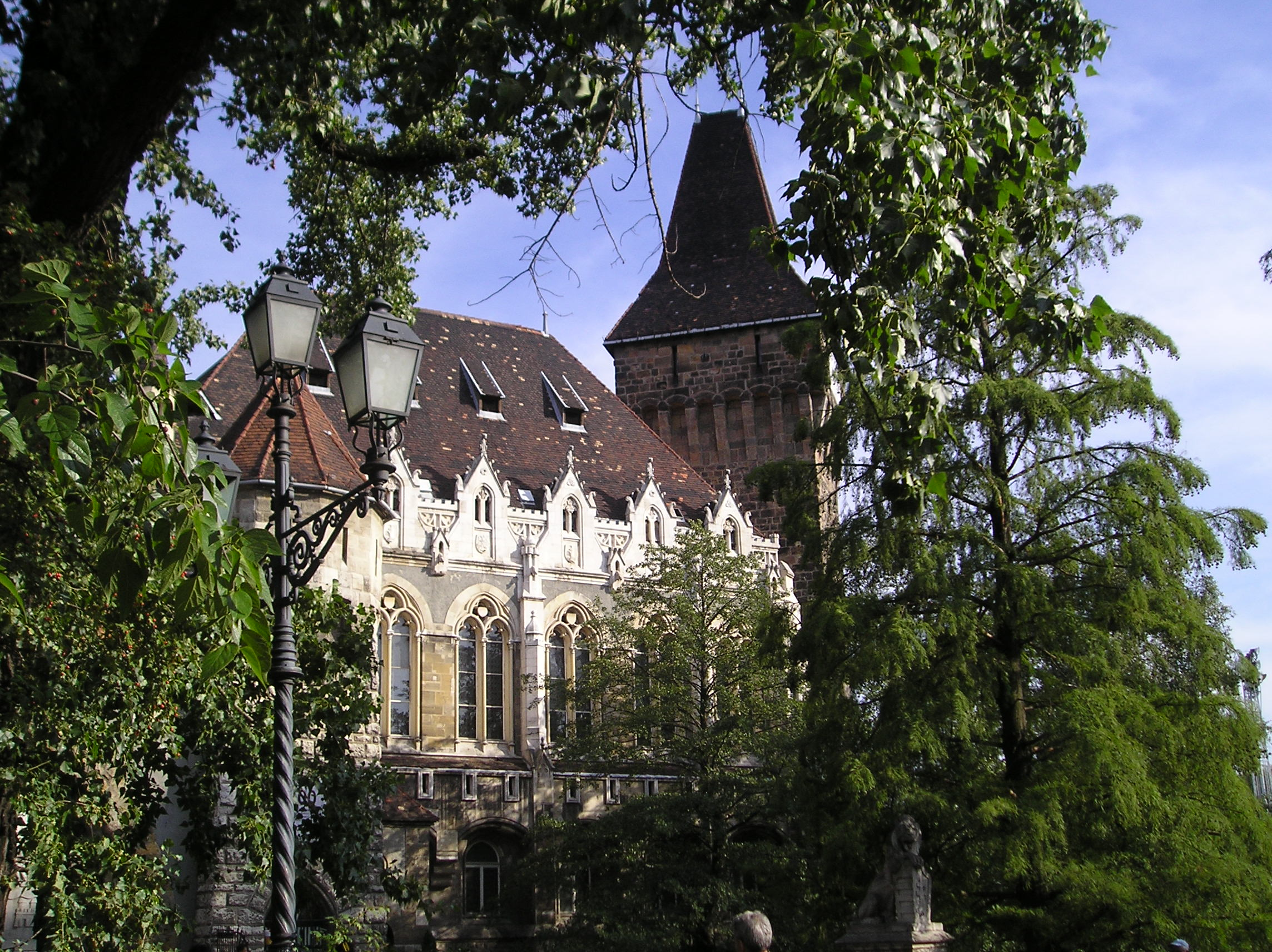
Castello di Vajdahunyad, ricostruzione ottocentesca nel Városliget

Zugló - XIV Circoscrizione

Zugló è un quartiere che affianca alle belle costruzioni zone popolari. Vi si trova anche lo zoo e il Museo di Belle Arti. Qui vi erano gli studi cinematografici ungheresi oggi occupati dalla televisione.
Fino al 1935 il territorio di Zugló era diviso in tre circoscrizioni e solo nel 1935 venne unificato con il nome di Rákosváros per poi assumere nel 1950 il nome attuale.
Il quartiere Istvánmező è un quartiere piuttosto elegante e verde, tanto che la sua via principale, Stefánia út, è ricordata in alcune canzoni popolari dei primi del Nocecento e vi si trovano numerose ambasciate, tra cui quella italiana. Vi si trovano anche il grande parco cittadino Városliget e lo stadio Népstadion (oggi rinominato Puskás Ferenc Stadion) costruito nel 1954 e che poteva contenere fino a circa 100 000 persone (oggi il numero dei posti è stato ridotto).
Rákospalota, Pestújhely, Újpalota - XV Circoscrizione
Il quartiere non presenta interessi turistici. Esso è costituito solamente da case popolari.
Mátyásföld, Sashalom, Cinkota - XVI Circoscrizione
Come per il precedente anche questo è costituito essenzialmente da case popolari.
A differenza di Sashalom e Cinkota, dove vi sono per la maggior parte casette popolari con giardino, nel quartiere Màtyàsföld si trovano anche villette e alcune ville costruite a cavallo tra il XIX e il XX secolo, un tempo considerate residenza di campagna e oggi, con l'enorme estendersi della città, ritenute abitazioni di periferia.
Rákosmente - XVII Circoscrizione
Circoscrizione di Rákoskeresztúr, Rákoscsaba, Rákosliget, Rákoshegy, Rákoskert.
In questo quartiere, accanto alle case popolari, si trova la zona industriale. Prima della caduta del muro di Berlino qui si trovavano le officine della fabbrica di mezzi di trasporto (autobus e filobus) "Ikarus". Questa fabbrica è stata edificata durante i primi anni della Repubblica Popolare Ungherese e fu una delle più importanti dell'epoca in quanto riforniva tutte le repubbliche socialiste e molti altri Paesi non allineati.
Pestszentlőrinc - XVIII Circoscrizione

Uno dei quartieri più popolati. Situato all'estremità sud-orientale della città, il quartiere costituito da un insieme di vecchie fabbriche e quartieri operai è diviso in due parti: "Pestszentlőrinc" e "Pestszentimre". L'aeroporto internazionale Ferenc Liszt si trova qui. Rapporto di gemellaggio con il comune italiano di San Nicola la Strada.
Kispest - XIX Circoscrizione
Il quartiere, che si trova lontano dal centro, è stato progettato da Kós Károly, importante architetto ungherese dell'Art Nouveau. Sino al 1948 era comune autonomo. Il quartiere è anche famoso per la sua squadra di calcio, il Kispest Honvéd
Pesterzsébet Regina Elisabetta (Sissi) - XX Circoscrizione
È un quartiere molto vasto e costituito da sole case popolari.
Csepel - XXI Circoscrizione
Il quartiere prende il nome dall'isola Csepel e si trova nel mezzo del Danubio, tra Buda e Pest. Nel periodo comunista era una delle zone siderurgiche e industriali più importanti dell'Ungheria. Restano ora, al posto degli edifici che ospitarono importanti industrie, solamente capannoni e strutture in stato di totale abbandono. L'area si sta ora affermando come zona di villeggiatura soprattutto per gli amanti della pesca e degli sport acquatici.
Budatétény, Nagytétény, Budafok - XXII Circoscrizione
Questo è un quartiere periferico della città. In esso si trova il Memento Park che ospita le statue e monumenti dell'epoca comunista, che si trovavano sparsi per la città prima di essere brutalmente rimosse dopo alcuni anni dalla caduta del sistema socialista.
Soroksár - XXIII Circoscrizione
La circoscrizione sorge in un'area molto vasta priva di interesse turistico. In origine era un villaggio tedesco.

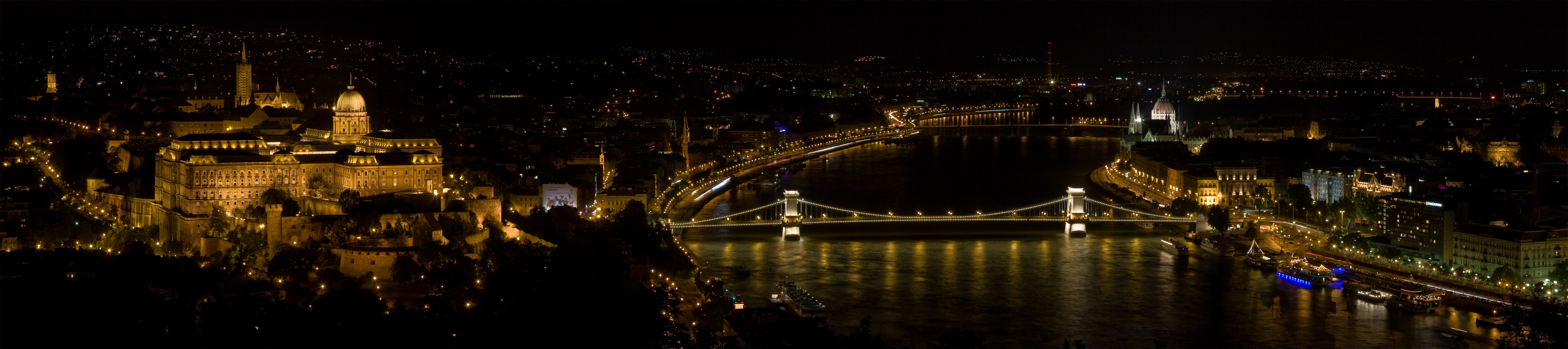
Panorama di Budapest

## Monumenti e luoghi d'interesse
(da "Danubio", Claudio Magris, 1986)

### Memento Park
Il parco si trova a dieci chilometri a sud del centro di Budapest e raccoglie statue e monumenti dell'epoca comunista, tra cui statue di Karl Marx, Lenin, Iosif Stalin, Béla Kun, eroi dell'Armata Rossa tolte dalle piazze e dai luoghi pubblici di Budapest qualche anno dopo la caduta del sistema socialista.

### Musei

#### Museo nazionale

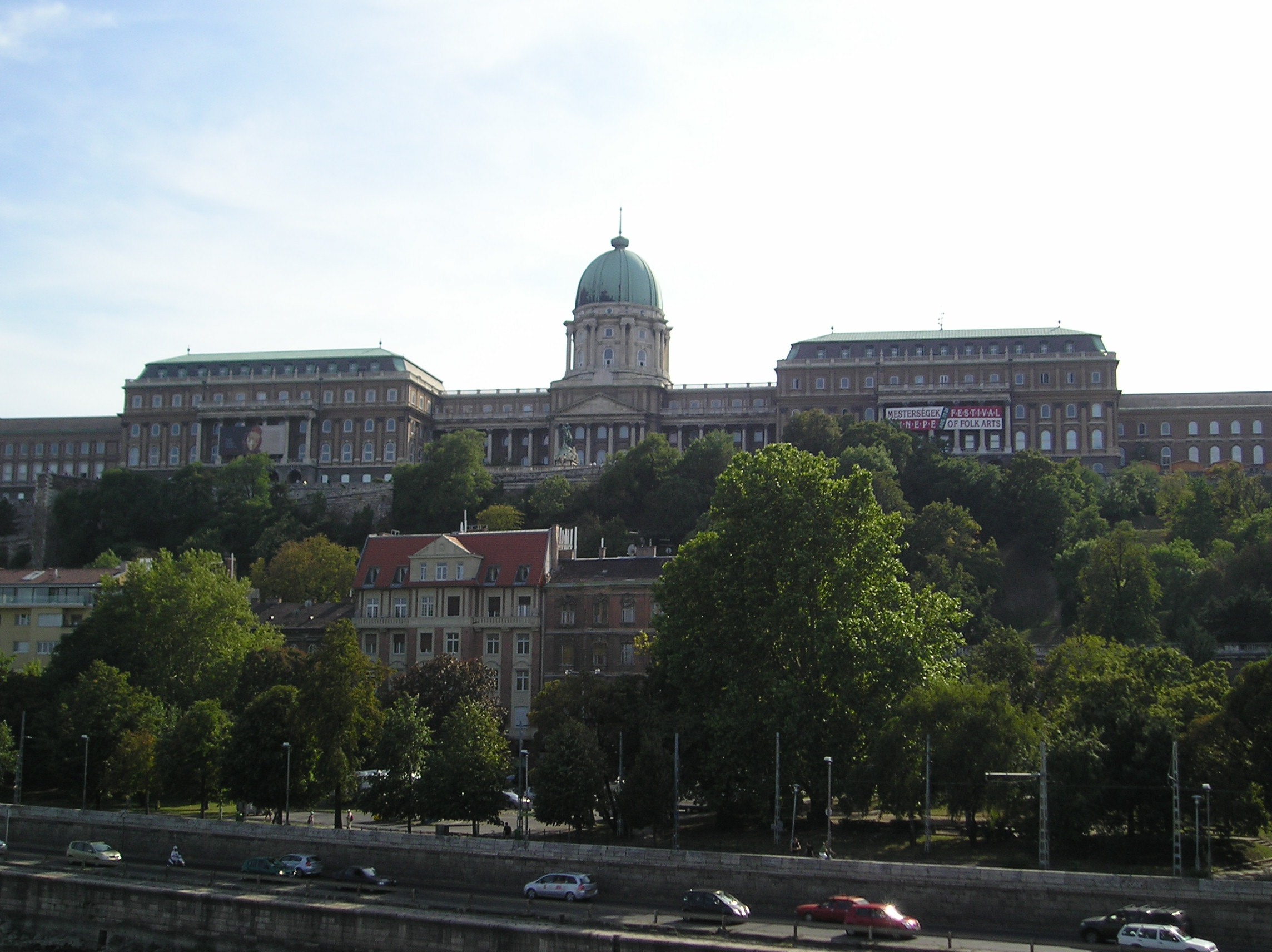
Il Castello di Buda, sede della Galleria nazionale ungherese

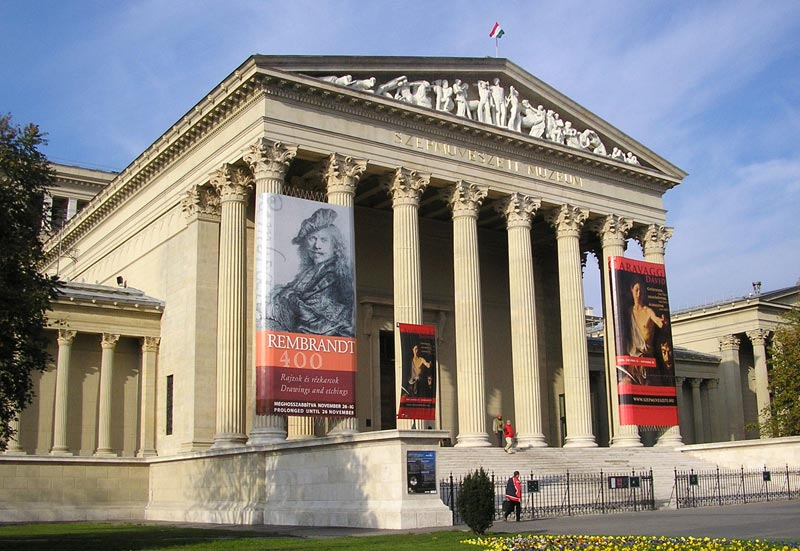
Il Museo di belle arti

Nel 1808 la Dieta creò il Museo nazionale ungherese, con lo scopo di raccogliere i reperti storici, archeologici e naturali dell'Ungheria e il Museo venne unito alla Biblioteca.
Nel 1846 venne costruita la nuova sede del Museo a Pest e anche la Biblioteca vi fu trasferita. Solo nel 1949 la Biblioteca venne separata dal museo.

#### Museo di belle arti (Szépművészeti Múzeum)
È considerato tra i musei d'arte più ricchi del mondo e possiede opere di Tiepolo, El Greco, Velázquez, van Dyck, Goya, Leonardo, Raffaello, Giorgione, Marco Palmezzano, Dürer, Renoir, Van Gogh, Cézanne e Toulouse-Lautrec.

#### Museo d'arte applicata
Il museo illustra la storia del commercio e dell'artigianato ed espone, in un edificio che è uno degli esempi più significativi del primo Novecento, in puro stile Liberty ungherese, una ricchissima collezione di mobili, vasi, arazzi, oggetti d'arte floreale e secessionista, oltre a manufatti delle culture islamica, indù e persiana.

#### Museo della musica
In esso viene illustrata la tradizione musicale ungherese con l'esposizione di strumenti di epoche diverse, tra cui quelli tipici ungheresi, accompagnati da dipinti e disegni d'epoca a soggetto musicale.
Una sezione è dedicata al compositore Béla Bartók, con una raccolta dei suoi scritti e spartiti.

#### Museo Franz Liszt
Esso ha sede nell'appartamento dove visse, tra il 1879 e il 1886, il grande compositore. Quattro delle stanze che compongono l'appartamento sono arredate con strumenti musicali, mobilia e altri oggetti. Vi è anche una sala, più piccola, da concerto dove eseguono i loro saggi gli allievi del conservatorio.

#### Museo ebraico
Il museo, che ha sede nella Grande Sinagoga, vuole ricordare la vita quotidiana degli ebrei ungheresi e le persecuzioni durante la seconda guerra mondiale. Sorge sul luogo dove nacque Theodor Herzl, il padre del sionismo e dell'idea di uno Stato ebraico.

#### Museo dell'agricoltura
In questo settore è considerato il più grande museo d'Europa.

#### Museo del vino (Bormúzeum)
Il museo è ospitato in una cantina che si estende su 250 m² nelle cui sale si organizzano corsi sul vino, degustazioni e convegni. La cantina offre più di mille etichette provenienti da 22 zone vinicole dell'Ungheria.

#### Museo della metropolitana di Budapest
La stazione Deák Ferenc tér ospita un museo in cui giacciono mezzi storici, fotografie, piantine.

#### Museo Ospedale nella Roccia e Bunker Antiatomico
Al di sotto del castello di Buda è presente il Museo Ospedale nella Roccia e Bunker Antiatomico.

#### Altri musei

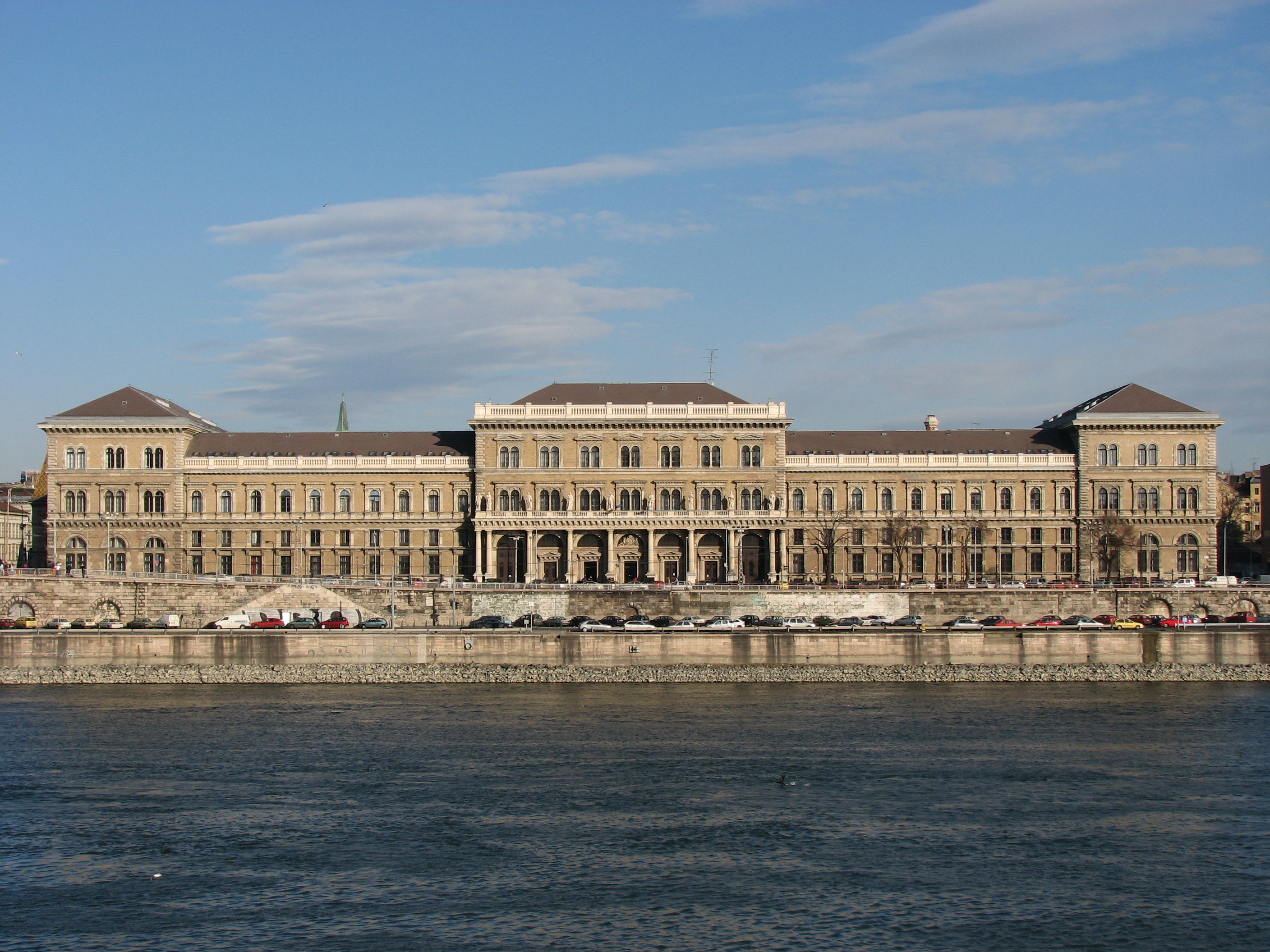
L'Università Corvinus di Budapest

- Galleria Nazionale Ungherese (Magyar Nemzeti Galéria)
- Museo storico di Budapest
- Museo etnografico (Néprajzi Múzeum)
- Museo Zoltán Kodály
- Museo Franz Liszt
- Museo delle arti orientali Ferenc Hopp (Hopp Ferenc Kelet-Ázsiai Művészeti Múzeum)
- Museo Casa del terrore (Terror Háza)
- Galleria d'arte Műcsarnok (Műcsarnok)
- Museo del Teatro Gizi Bajor
- Museo Farmacia all'Aquila d'Oro
- Museo della storia militare di Budapest
- Museo Semmelweis di storia della medicina
- Museo Ludwig di arte contemporanea

### Università e accademie
- Università di Tecnologia e di Economia di Budapest
- Università Corvinus di Budapest specializzata in economia e commercio
- Università Loránd Eötvös (ELTE), la vecchia Università Reale
- Università Cattolica Pázmány Péter
- Università di Óbuda, università tecnica fondata nel 2000 come "Budapest Tech" (Budapesti Műszaki Főiskola) dall'unione di tre istituti politecnici
- Central European University, fondata da George Soros.

In ambito artistico l'istruzione superiore è offerta dall'Accademia musicale Franz Liszt e dall'Università ungherese delle belle arti.
A Budapest ha sede anche l'Accademia ungherese delle scienze.

### Biblioteche e archivi
- Biblioteca nazionale Széchényi
- Archivio Centrale dello Stato
- Archivi di Radio Europa Libera

#### Musica
Fra le orchestre sinfoniche di Budapest si devono ricordare l'"Orchestra filarmonica di Budapest", l'"Orchestra filarmonica nazionale ungherese", la "Franz Liszt Chamber Orchestra", l'"Orchestra Sinfonica di Budapest" (appartenente alla Radio ungherese) e la "Budapest Festival Orchestra". Un repertorio particolare, attento alla musica rom, è quello della "Budapest Gypsy Symphony Orchestra".

### Architetture religiose
- Basilica di Santo Stefano
- Cappella di San Rocco
- Chiesa di Mattia

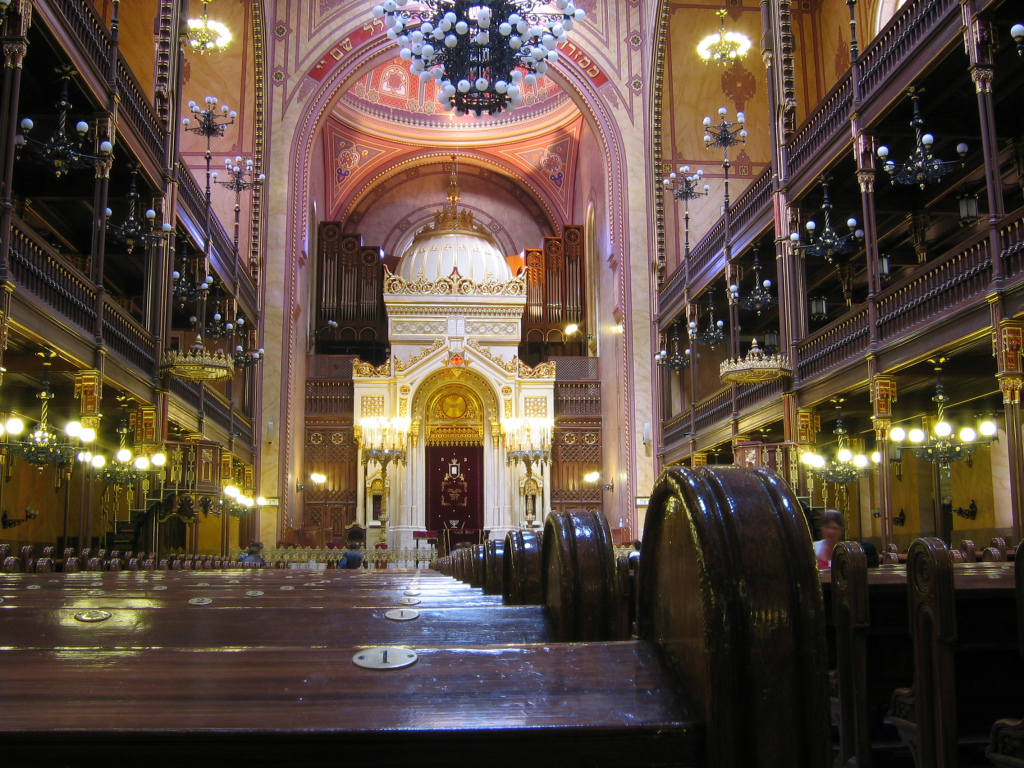
Interno della grande Sinagoga di Budapest

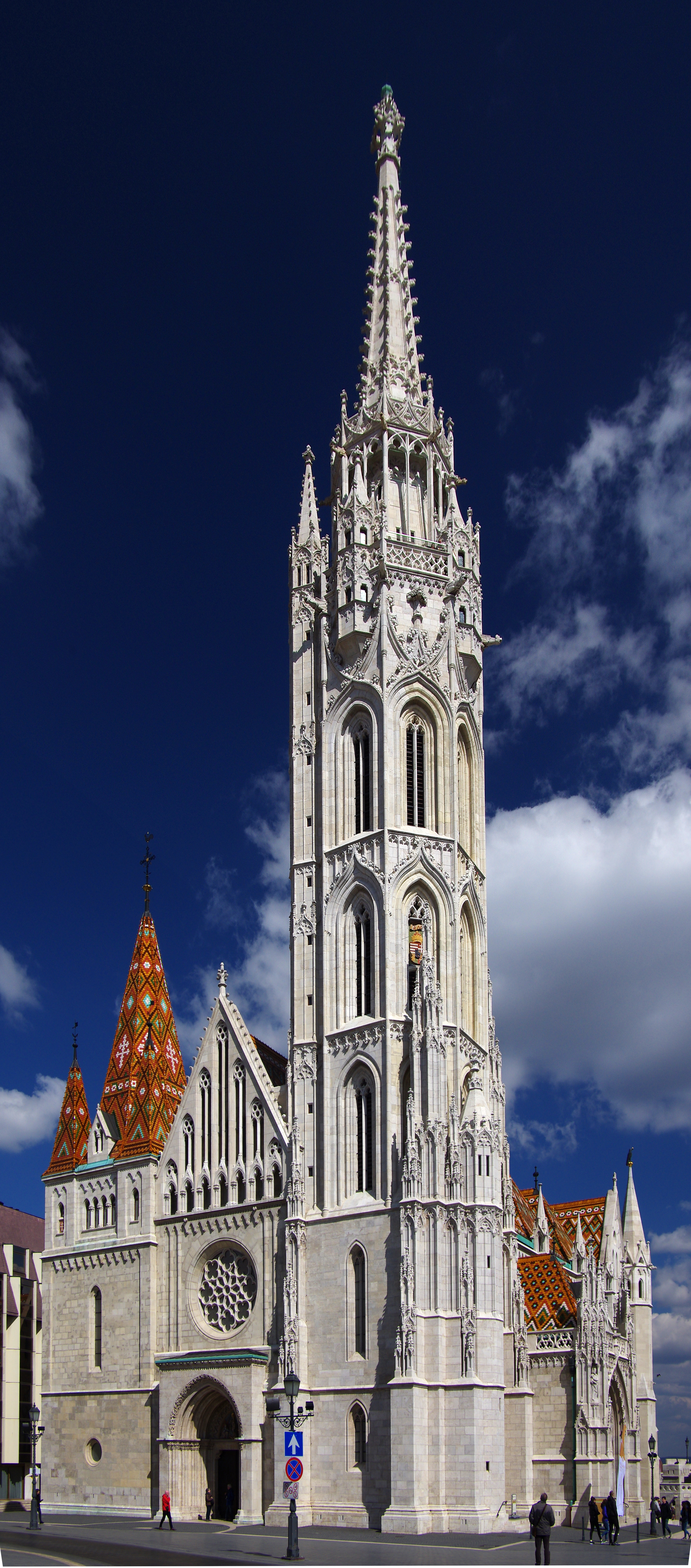
Chiesa di Mattia

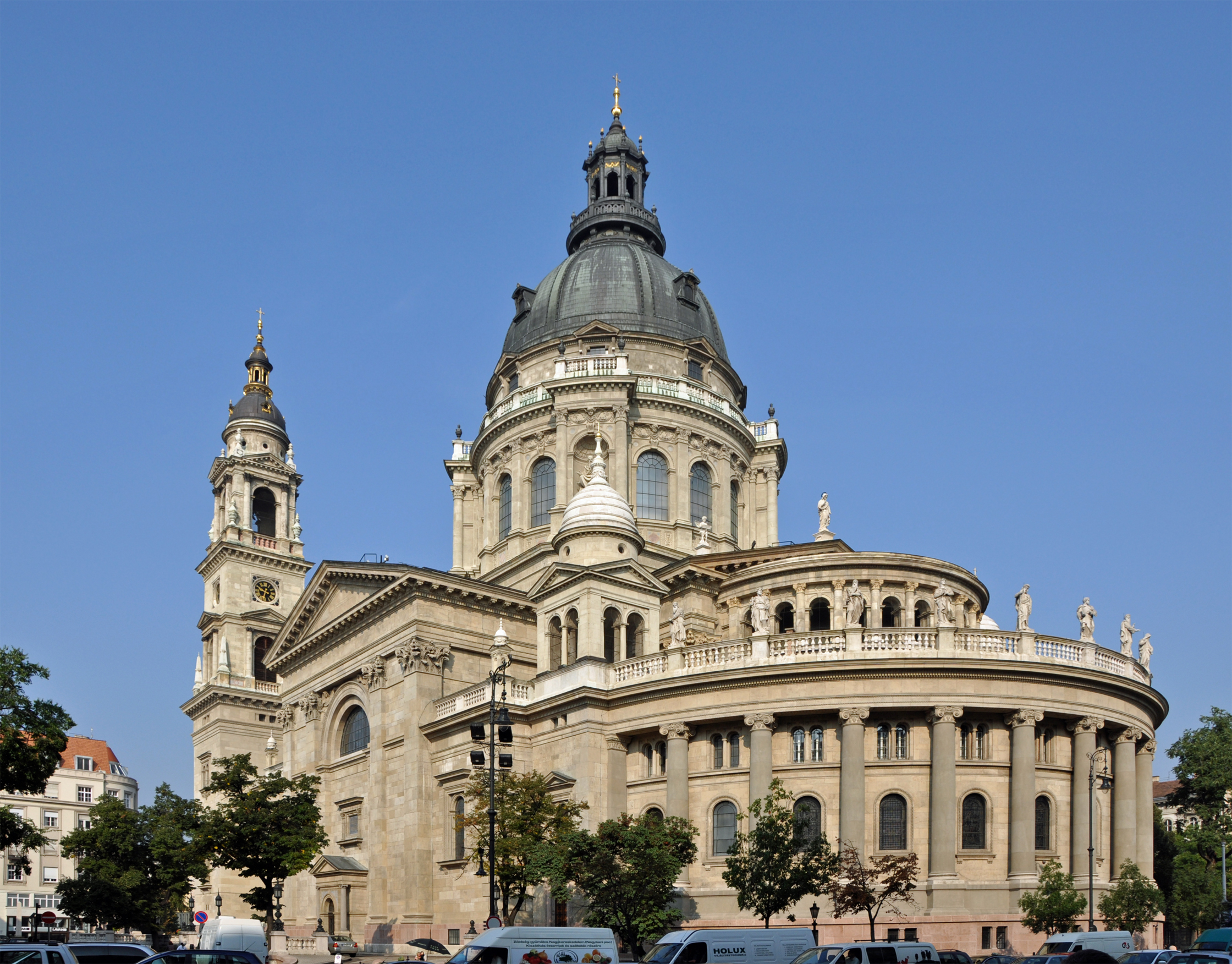
Basilica di Santo Stefano

- Chiesa parrocchiale del Centro-città
- Chiesa di Santa Maria Maddalena
- Chiesa luterana di Buda
- Chiesa nella Roccia
- Chiesa di Tabán
- Chiesa dei Cappuccini
- Chiesa Calvinista
- Chiesa di Sant'Anna
- Chiesa delle Stimmate di San Francesco
- Chiesa dei Francescani
- Chiesa dei Servi di Maria
- Chiesa luterana
- Chiesa universitaria
- Chiesa serba
- Chiesa di Újlak
- Chiesa di Józsefváros
- Chiesa di Kőbánya
- Chiesa di Sant'Emerico
- Sinagoga grande

### Monumenti e palazzi storici
- Parlamento (Országház)
- Ponte delle Catene (Széchenyi lánchíd)
- Monumento del Millennio (Hősök tere)
- Palazzo Reale di Buda detto anche Castello di Buda (Királyi Palota) (Budai vár)
- Bastione dei Pescatori (Halászbástya)
- Palazzo Sándor (Sándor-palota)
- Monumento alla Liberazione (Szabadság-szobor)
- Statua di San Gherardo
- Türbe di Gül Baba (Gül Baba türbéje)
- Mercato coperto (Nagyvásárcsarnok)
- Bagni Rudas (Rudas Gyógyfürdő)
- Bagni Gellért (Gellért Gyógyfürdő)
- Bagni Széchenyi (Széchenyi Gyógyfürdő)
- Bagni Király (Király Gyógyfürdő)
- Bagni Lukács (Lukács Gyógyfürdő)
- Fontana di Mattia
- Teatro dell'Opera (Magyar Állami Operaház)
- Teatro dell'Operetta
- Teatro di Erzsébetliget (Erzsébetligeti Színház)
- Teatro Erkel
- Ponte Elisabetta (Erzsébet híd)
- Ponte della libertà (Szabadság híd)
- Castello Vajdahunyad (Vajdahunyad vára)
- Scarpe sulla sponda del Danubio (Cipők a Duna-parton)
- Memoriale Gloria Victis
- Colonna della Santissima Trinità
- Palazzo Gresham
- Ruota del Tempo
- Pietra del chilometro zero

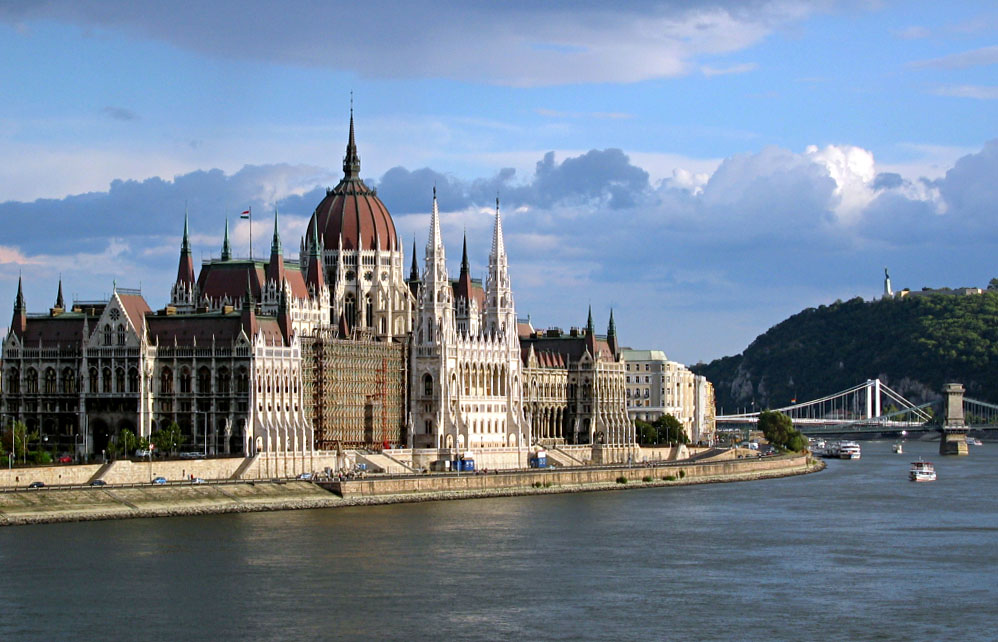
Pest, il Parlamento
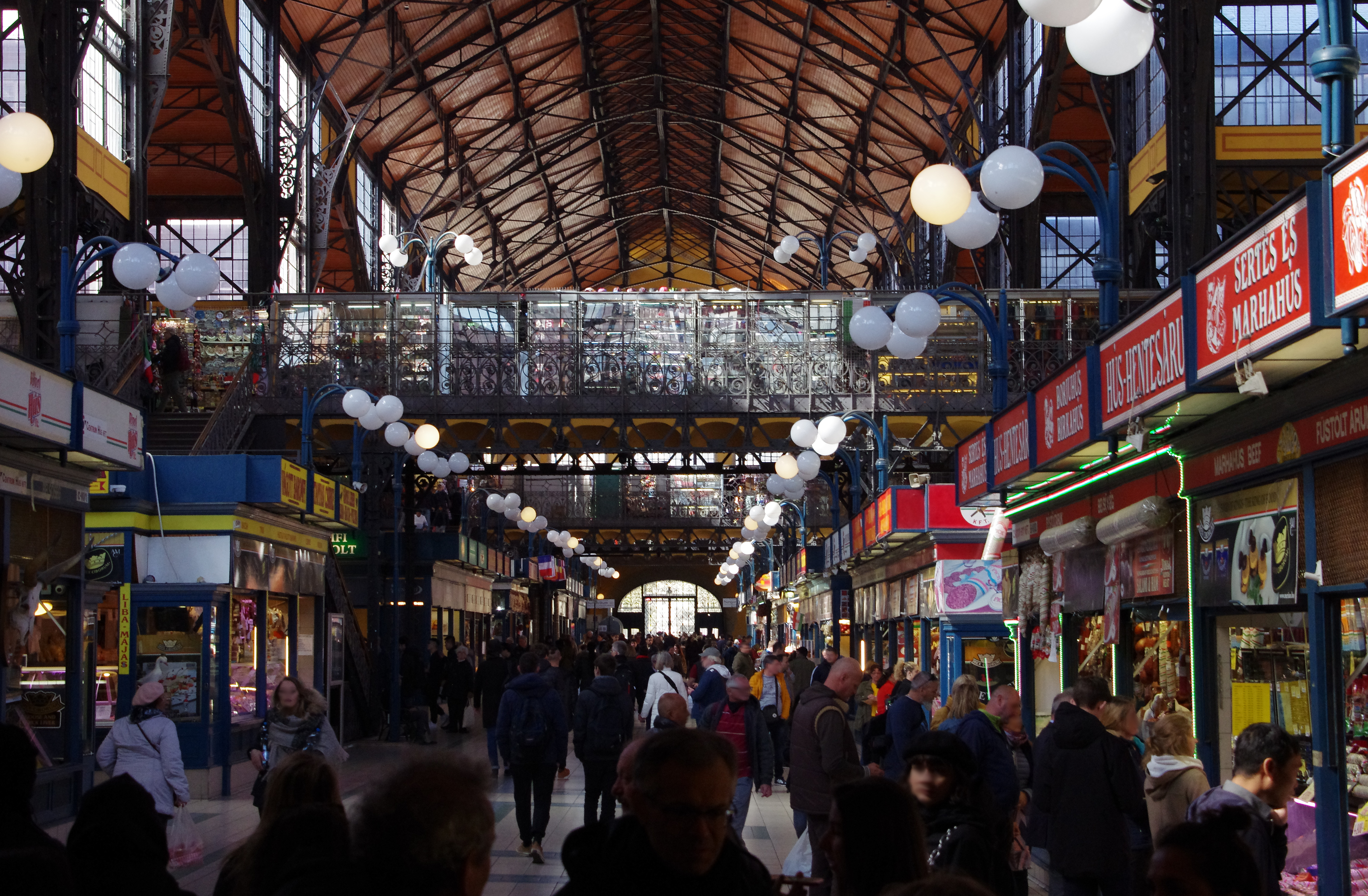
Mercato coperto (Nagyvásárcsarnok)
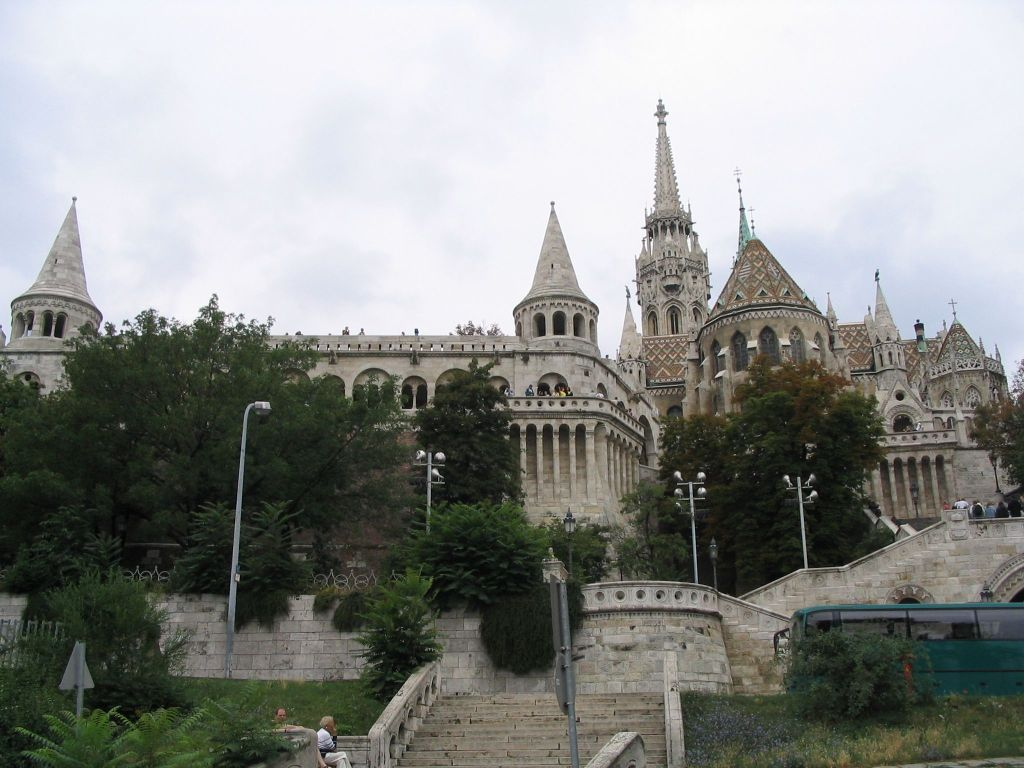
Buda, il "bastione dei Pescatori"

### Piazze e strade
- Andrássy Út
- Batthyány tér
- Piazza degli Eroi
- Szabadság tér
- Quartiere ebraico
- Roosevelt tér
- Váci utca
- Városliget
- Vigadó tér
- Vörösmarty tér

#### Isola Margherita (Margit Sziget)
È un'isola lunga 2 500 metri e larga fino a 500 metri posta in mezzo al Danubio, composta in gran parte da un parco. È affollatissima nei mesi estivi. Tra le attrazioni, la Zenélő Szökőkút (fontana musicale) con getti d'acqua alti fino a 25 metri che funziona in sincronia con l'orologio che batte le ore con la diffusione di pezzi musicali, inoltre di particolare interesse il Zenélő kút (gazebo musicale) e la chiesa dedicata a Janus Pannonius. L'isola, il cui perimetro è spesso utilizzato dai podisti, deve il suo nome alla presenza dei ruderi di una chiesa con annesso convento dove, secondo la tradizione, visse santa Margherita d'Ungheria.

## Isole

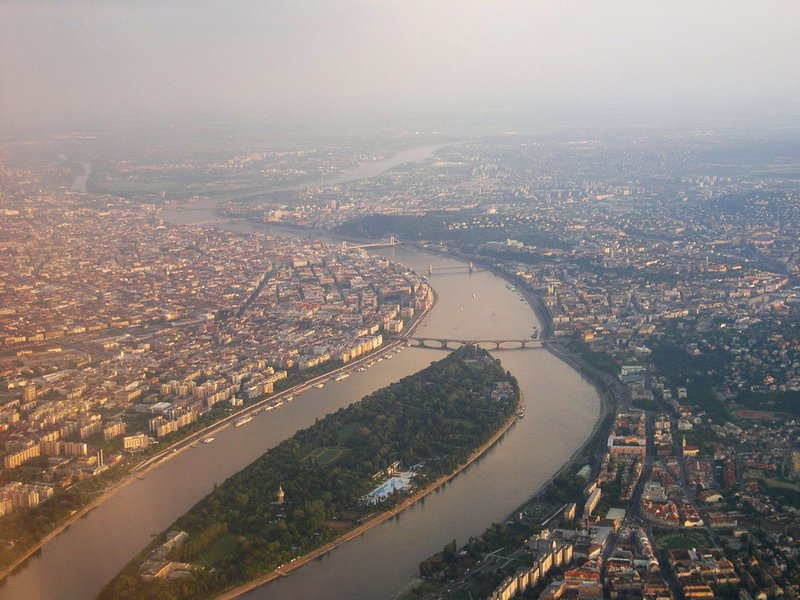
Isola Margherita

Possiamo contare sette isole sul Danubio: isola Shipyard, isola Margherita, isola Csepel, Palotai-sziget (adesso una penisola), Népsziget, Háros-sziget, e Molnár-sziget.
Le isole più significative:
- Isola Margherita che consiste principalmente in un parco ed è una zona di svago per turisti e abitanti locali. L'isola si trova tra il ponte Margherita (a sud) e il ponte Árpád (a nord). Nell'isola si trova un club di danza, una piscina, un parco acquatico, un centro di fitness e atletica, una pista per biciclette. Durante il giorno si riempie di gente che fa sport o semplicemente riposa. In estate è frequentata da giovani anche nelle ore notturne.
- Isola Csepel è la più grande isola del Danubio in Ungheria. È lunga 48 km e larga 6-8 km e la sua area comprende 257 km², mentre solo la punta settentrionale è dentro i limiti della città.
- Hajógyári-sziget è un'isola artificiale situata nel terzo distretto. L'isola ospita numerose attività tra le quali: stazione d'imbarco, moto d'acqua durante il giorno e discoteche durante la notte. Questa è l'isola dove il famoso Sziget Festival ha luogo e che ospita centinaia di spettacoli con circa 400 000 visitatori nella sua ultima edizione. Molti progetti sono in corso per rendere questa isola uno dei più grandi centri di divertimento d'Europa. Si progetta di costruire appartamenti, alberghi, casinò e un porto turistico.
- Luppa-sziget è la più piccola isola di Budapest, situata nella regione nord.

## Terme
Uno dei motivi per cui i Romani colonizzarono la zona a ovest del Danubio e stabilirono qui la loro capitale regionale a Aquincum (ora parte di Óbuda, nel nord di Budapest) è stato per la possibilità di utilizzare e godere delle sorgenti termali. Ancora oggi sono visibili le rovine delle enormi terme costruite in quel periodo. I bagni più moderni sono stati costruiti durante il periodo turco (1541-1686) e alcuni di essi sono ancora in uso oggi. Budapest ha guadagnato la sua reputazione di città delle terme nel 1920 dopo che ha iniziato a sfruttare il potenziale economico legato alle terme.
Oggi i bagni sono per lo più frequentati dalla vecchia generazione con l'eccezione del Magic Bath e Cinetrip, discoteche d'acqua, frequentate da giovani.
La costruzione dei bagni Király è iniziata nel 1565 e la maggior parte della struttura attuale appartiene al periodo turco, in particolare la piscina e la cupola che la ricopre.

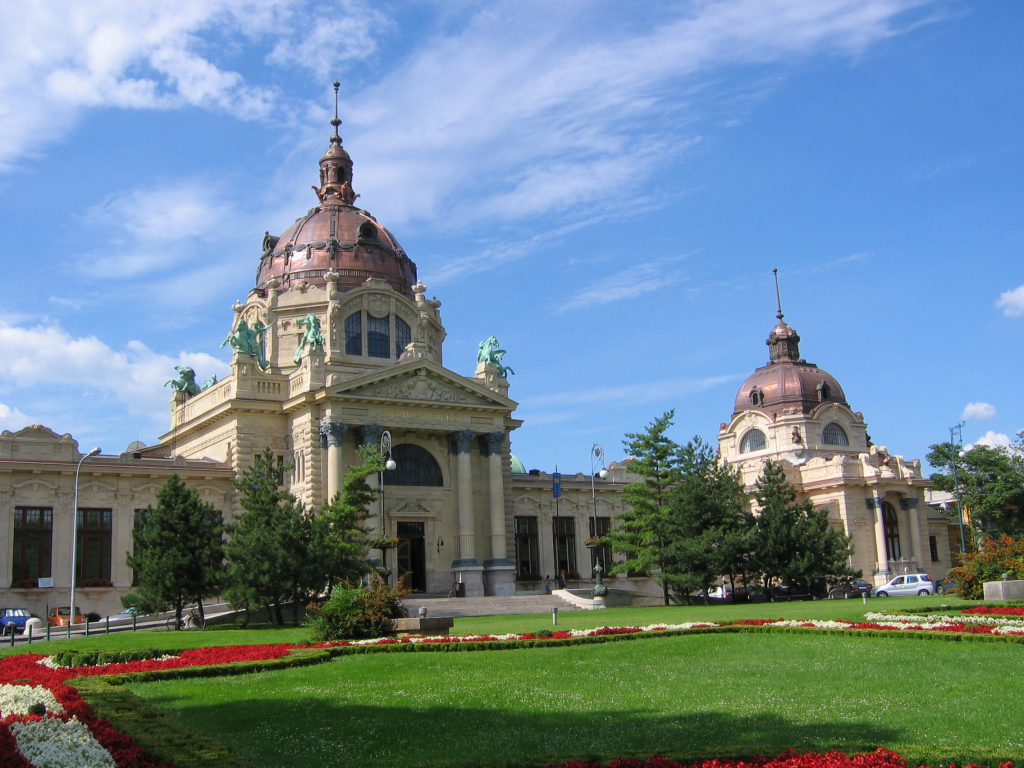
Bagni Széchenyi

I bagni Rudas non solo si trovano in una superba posizione centrale, in una stretta striscia di terra compresa tra la collina Gellért e il Danubio, ma sono anche uno straordinario esempio di architettura risalente al periodo turco. L'elemento centrale è una piscina ottagonale su cui è presente una cupola di 10 m di diametro, sostenuta da otto pilastri.
I bagni Gellért sono stati costruiti nel 1918, anche se vi erano stati dei bagni turchi precedentemente e nel Medioevo un ospedale. Nel 1927 le terme sono state ampliate per includere la piscina a onde e un bagno effervescente è stato aggiunto nel 1934; con la sua impeccabile conservazione dell'interno in stile Art Nouveau, tra cui troviamo mosaici colorati, colonne di marmo, vetrate e statue, è senza dubbio il complesso termale tra i più belli di Budapest.
I bagni Lukács si trovano a Buda e sono anch'esse di origine turca. Dal 1950 sono state considerate come un centro per intellettuali e artisti.
I bagni Széchenyi sono tra i più grandi complessi termali di tutta l'Europa. Le tre piscine all'aperto sono aperte tutto l'anno, compreso l'inverno. All'interno ci sono altre dodici piscine separate ed è possibile ottenere una serie di trattamenti di benessere.

## Sport
Presso il parco cittadino esiste una delle più grandi superfici di ghiaccio artificiale del mondo ed è anche sede del bandy ungherese.
Le squadre di calcio cittadine sono: 
| Campionato            | Squadra      | Fondato                  | Stadio                   | Capienza | Titoli naz. |
| --------------------- | ------------ | ------------------------ | ------------------------ | -------- | ----------- |
| Bajnokság I           | Ferencváros  | 1899                     | Groupama Arena           | 23 700   | 34          |
| Bajnokság I           | Honvéd       | 1909                     | Bozsik Stadion           | 9 500    | 14          |
| Bajnokság I           | MTK Budapest | 1888                     | Nándor Hidegkuti Stadion | 12 700   | 23          |
| Bajnokság I           | Újpest       | 1885                     | Ferenc Szusza Stadion    | 9 300    | 20          |
| Nemzeti Bajnokság III | Csepel       | 1912                     | Béketéri Stadion         | 12 000   | 4           |
| Vasas                 | 1911         | Stadion Rudolf Illovszky | 9 000                    | 6        |             |

La nazionale ungherese gioca nella moderna Puskas Arena, inaugurata nel 2019 nello spazio dove prima sorgeva il vecchio Stadio Ferenc Puskás. Entrambi gli impianti furono dedicati al leggendario calciatore ungherese Puskás.
Budapest è anche sede del Gran Premio d'Ungheria di Formula 1 che si svolge nel circuito automobilistico dell'Hungaroring.
Budapest ha ospitato i Campionati mondiali di nuoto 2022, e i Campionati del mondo di atletica leggera 2023.

## Infrastrutture e trasporti

### Trasporti urbani
La città è dotata di una rete ferroviaria metropolitana, di un servizio ferroviario suburbano (BHÉV), di una rete tranviaria, oltre che di una rete di autobus, filobus e navette fluviali sul Danubio. Esiste inoltre un treno a cremagliera, la ferrovia dei bambini, una seggiovia (Libegő) e una funicolare (Budavári Sikló).

#### Metropolitana

Mappa della metropolitana

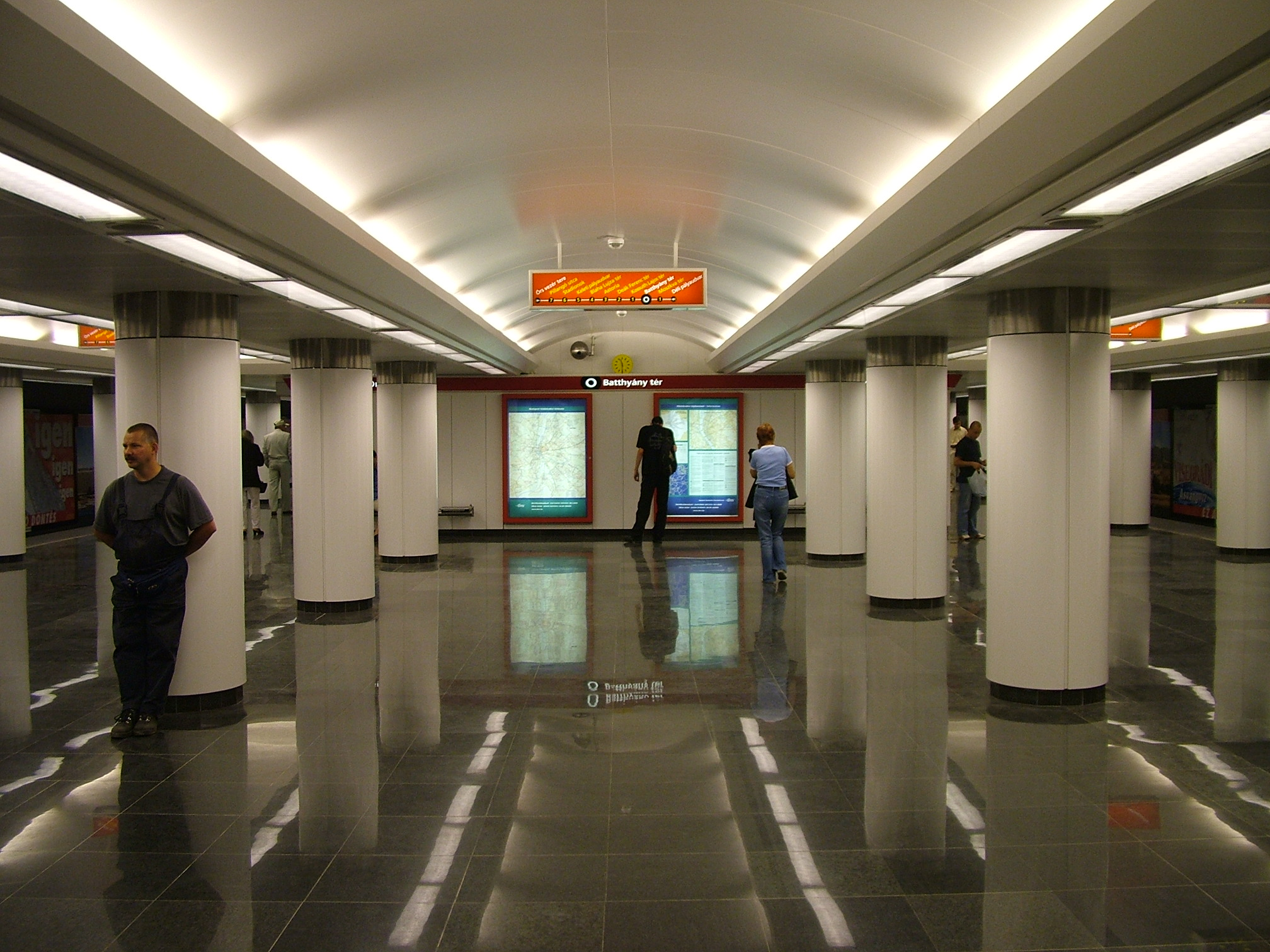
Particolare della stazione Batthyány tér

La metropolitana di Budapest è la più antica dell'Europa continentale.
La prima tratta tra Vörösmarty tér - Széchenyi fürdő (oggi linea M1) è stata aperta nel 1896 in concomitanza delle celebrazioni per il millennio dello Stato ungherese. Attualmente è costituita da 4 linee: M1 (gialla), M2 (rossa), M3 (blu), M4 (verde).
1. (5 km) aperta nel 1896, è la prima linea metropolitana dell'Europa continentale, è stata estesa nel 1973 al nuovo capolinea di Mexikói út. Questa linea differisce dalle altre a causa della sagoma molto ridotta (6 m x 2,75 m). Nel 1996 le stazioni, di gusto squisitamente Liberty, sono state riportate all'antico splendore grazie a interventi di restauro.

1. (10 km) corre di direzione est-ovest ed è l'unica linea che si estende nella parte occidentale della città (Buda), attraversando il Danubio. Corre in superficie nella tratta tra Pillangó utca e il capolinea orientale Örs vezér tere (interscambio con i treni suburbani HÉV).

1. (18 km) corre da nord a sud nella parte orientale della città, tutta in sotterranea, a parte il capolinea meridionale Kőbánya-Kispest (interscambio con le ferrovie ungheresi MÁV). La prima tratta è stata aperta nel 1976 (Deák tér - Nagyvárad tér) successivamente estesa in entrambe le direzioni. Nel 1990 ha raggiunto il capolinea nord di Újpest-Központ. È previsto che la linea venga prolungata a sud fino all'aeroporto Ferihegy 2 e a nord fino a Középső körút.

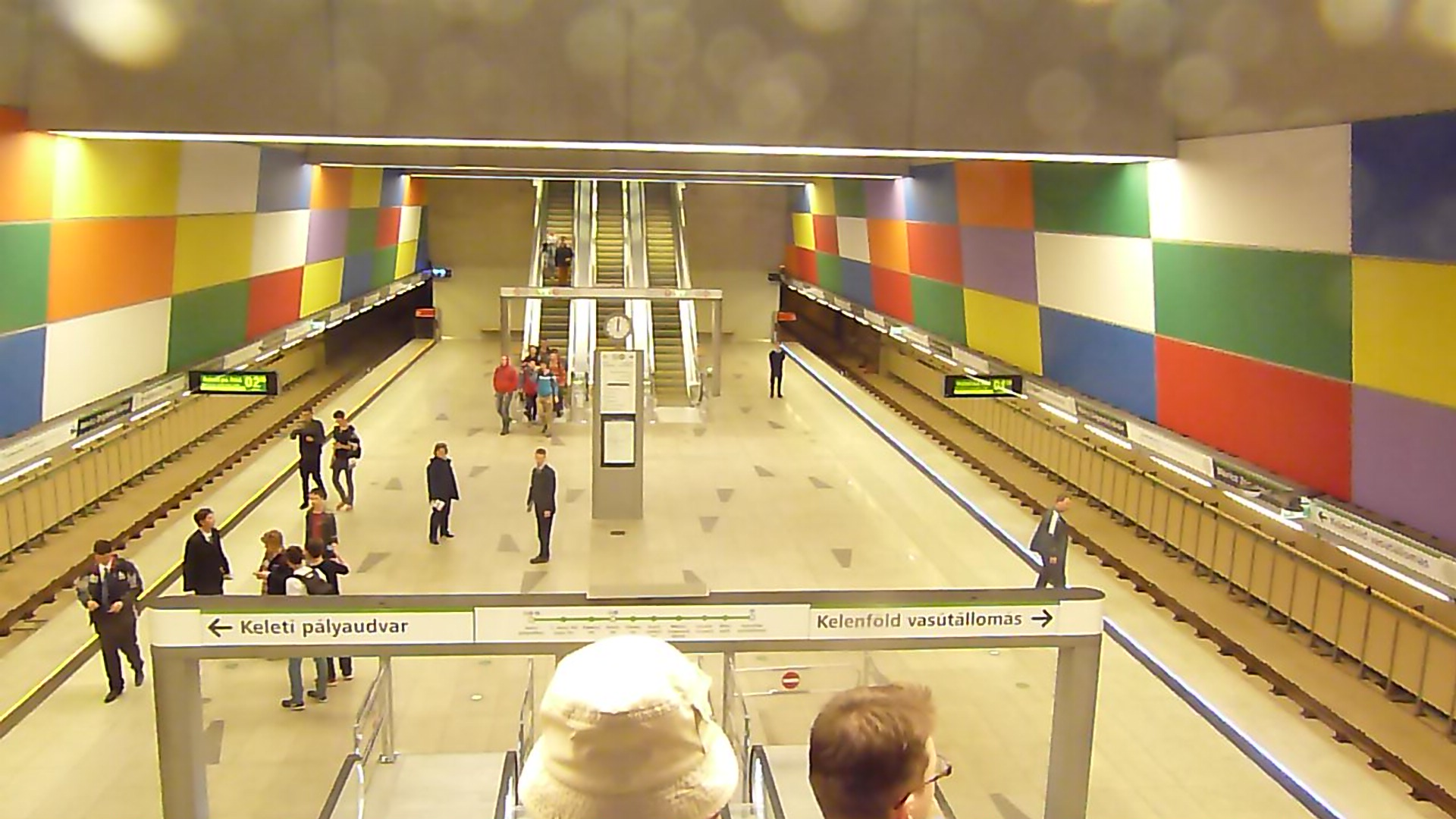
Particolare della stazione Móricz Zsigmond tér - M4

1. (7,5 km) È stata realizzata (l'apertura di un primo troncone è avvenuta a fine marzo 2014) la nuova linea che va dalla stazione di Keleti a quella di Kelenföld (interscambio con la linea M3 a Kálvin tér e con la linea M2 a Keleti) per un totale di dieci stazioni. La seconda sezione (con 4 stazioni), tra la stazione orientale e piazza Bosnyák, per una lunghezza di 3 km, sarà invece completata nel 2017.

È in fase di progettazione la linea  tra i capolinea di Varga Jenő tér e Pomázi út, con doppio attraversamento del Danubio e dell'isola Margherita.

### Aeroporti

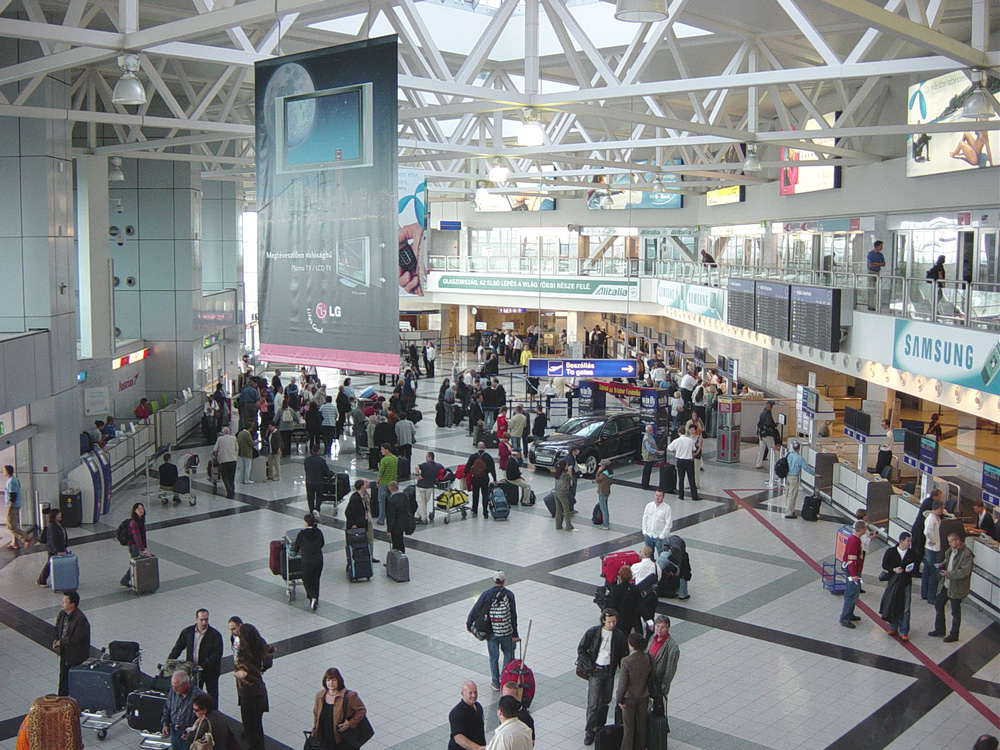
Area partenze Terminal 2

A Budapest vi sono diversi aeroporti, ma solo uno dedicato al traffico civile di linea: l'aeroporto di Ferihegy con tre terminali "1", "2A" e "2B".
Il Terminal "1" del Ferihegy, il più vecchio, era dedicato alle compagnie aeree low-cost e ai voli charter, mentre gli altri voli di linea utilizzano i terminal "2A" e "2B" più moderni. In realtà dal 2012 i terminal utilizzati per il traffico passeggeri sono soltanto il 2A e il 2B. La compagnia aerea di bandiera, la Malév, non è più attiva dal 2012. L'aeroporto è invece diventato uno degli hub di riferimento per la compagnia low cost Wizz Air.
L'aeroporto di Ferihegy è collocato a 16 km a est-sud est dal centro di Budapest. Nel corso del 2007 l'aeroporto ha avuto un traffico di circa 8,6 milioni di passeggeri. L'aeroporto offre collegamenti, oltre che con le principali città d'Europa, anche con Medio Oriente, Asia e Nord America.
Il collegamento tra l'aeroporto di Ferihegy e il centro della città è in particolare assicurato da un pullman navetta, il bus 200E, che raggiunge il capolinea Kőbánya-Kispest della linea 3 della metropolitana con cui si può proseguire. La linea ferroviaria ha una stazione nelle vicinanze del Terminal 1; quest'ultimo però non è attualmente usato per il traffico passeggeri internazionale.

### Ferrovie

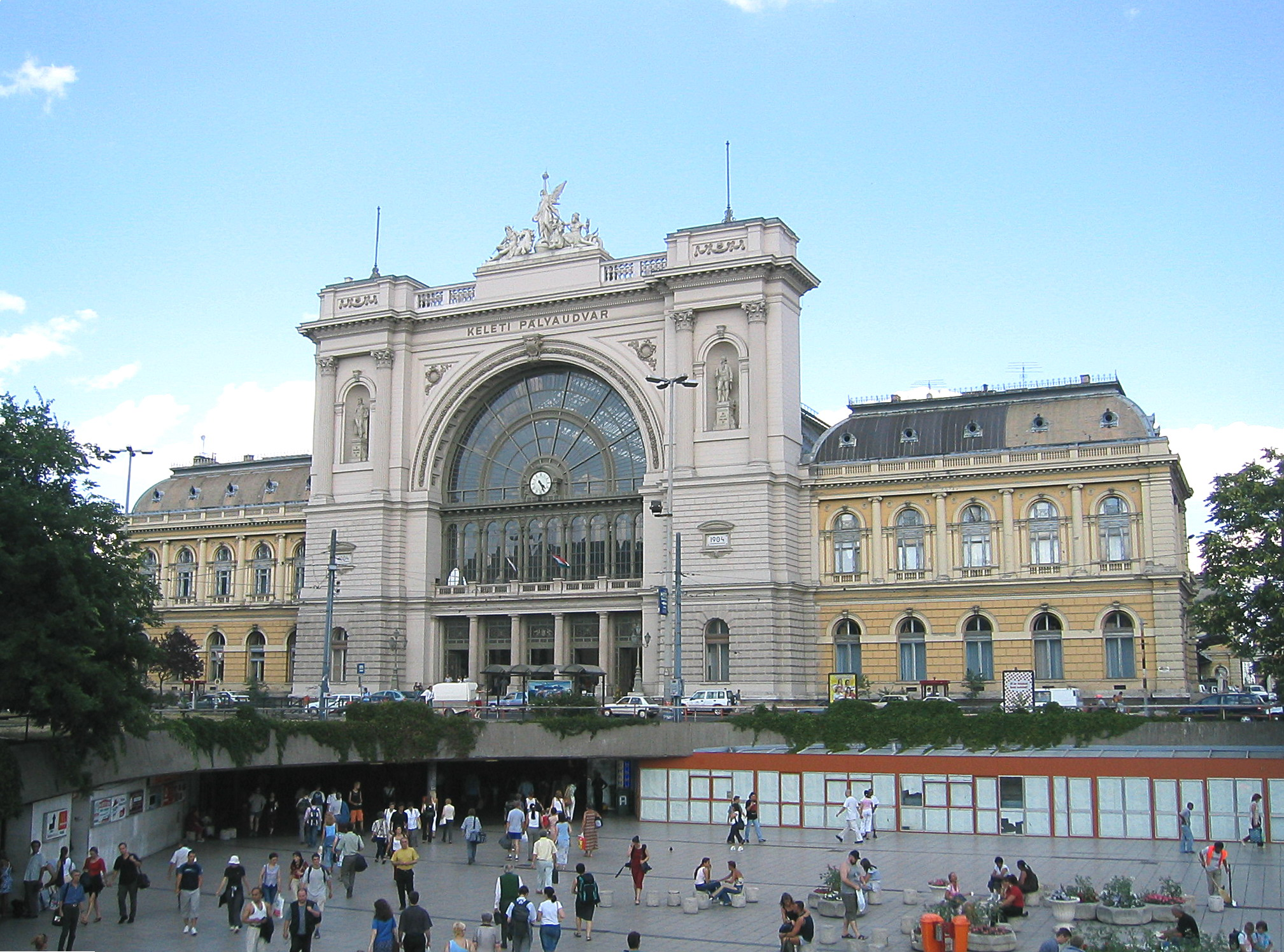
Keleti pályaudvar, stazione ferroviaria Est

La rete ferroviaria nazionale è gestita dalla società MÁV.
Budapest ha tre stazioni ferroviarie principali, tutte collegate con la metropolitana:
1. Keleti pályaudvar (stazione dell'Est): serve principalmente le linee dirette verso l'Ungheria nord-orientale, occidentale, meridionale e le principali destinazioni internazionali: Vienna, Bratislava (via Komárom), Varsavia (via Žilina), Cracovia (via Košice), Mosca (via Záhony), Bucarest (via Arad), Belgrado, Zagabria (via Kaposvár), Lubiana e Venezia (via Trieste);
2. Nyugati pályaudvar (stazione dell'Ovest, opera dei fratelli Eiffel): serve principalmente le linee dirette verso l'Ungheria meridionale e orientale, Oradea e Bratislava (via Vác e Štúrovo);
3. Déli pályaudvar (stazione del Sud): serve principalmente le linee dirette verso l'Ungheria occidentale e meridionale, Vienna, Graz.

È presente anche un sistema ferroviario suburbano, chiamato HÉV, gestito dalla società di trasporti pubblici di Budapest, BKV. Il sistema è organizzato su quattro linee che collegano Csepel (direzione sud), Ráckeve (estremo sud), Gödöllő (direzione nordest) e Szentendre (direzione nord), con vari punti di Budapest centrale. Per alcune di queste linee è prevista la trasformazione in metropolitana o metropolitana di superficie. Dal 2007 un collegamento ferroviario dedicato collega la stazione Nyugati al terminal 1 dell'aeroporto internazionale di Budapest-Ferihegy.

## Amministrazione

### Gemellaggi
Budapest è gemellata con:
- Almaty, dal 2009
- Ankara, dal 2015
- Bangkok, dal 2007
- Berlino, dal 1992
- Bologna, dal 1999
- Bratislava, dal 1996
- Bucarest, dal 1991
- Buenos Aires, dal 1994
- Caracas, dal 2015
- Cracovia, dal 2005
- Copenaghen, dal 1986
- Daejon, dal 1994
- Dublino, dal 2017
- Fort Worth, dal 1990
- Francoforte sul Meno, dal 1990
- Firenze, dal 2008[14]
- Gaborone, dal 2018
- Giacarta, dal 2009
- Helsinki, dal 1985
- Jaipur, dal 2016
- Košice, dal 1997
- Kuala Lumpur, dal 2008
- La Paz, dal 2009
- Leopoli, dal 1993
- Lisbona, dal 1992
- Londra, dal 1988
- Madrid, dal 1992
- Montréal, dal 2015
- Napoli, dal 1993
- New York, dal 1992
- Oslo, dal 1988
- Pechino, dal 2005[15]
- Praga, dal 2010
- Riga, dal 2005
- Rotterdam, dal 1991
- Salonicco, dal 2015
- San Paolo, dal 2006
- Sarajevo, dal 1995
- Skopje, dal 2017
- Sofia, dal 2009
- Stoccolma, dal 1988
- Sydney, dal 2009
- Tallinn, dal 2010
- Tel Aviv, dal 1989
- Varsavia, dal 2005
- Vienna, dal 1990
- Vilnius, dal 2000
- Erevan, dal 2013
- Zagabria, dal 1994

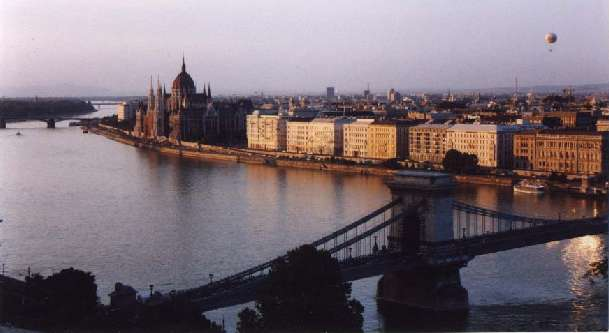
Panorama sul Danubio con il Ponte delle Catene e il Parlamento

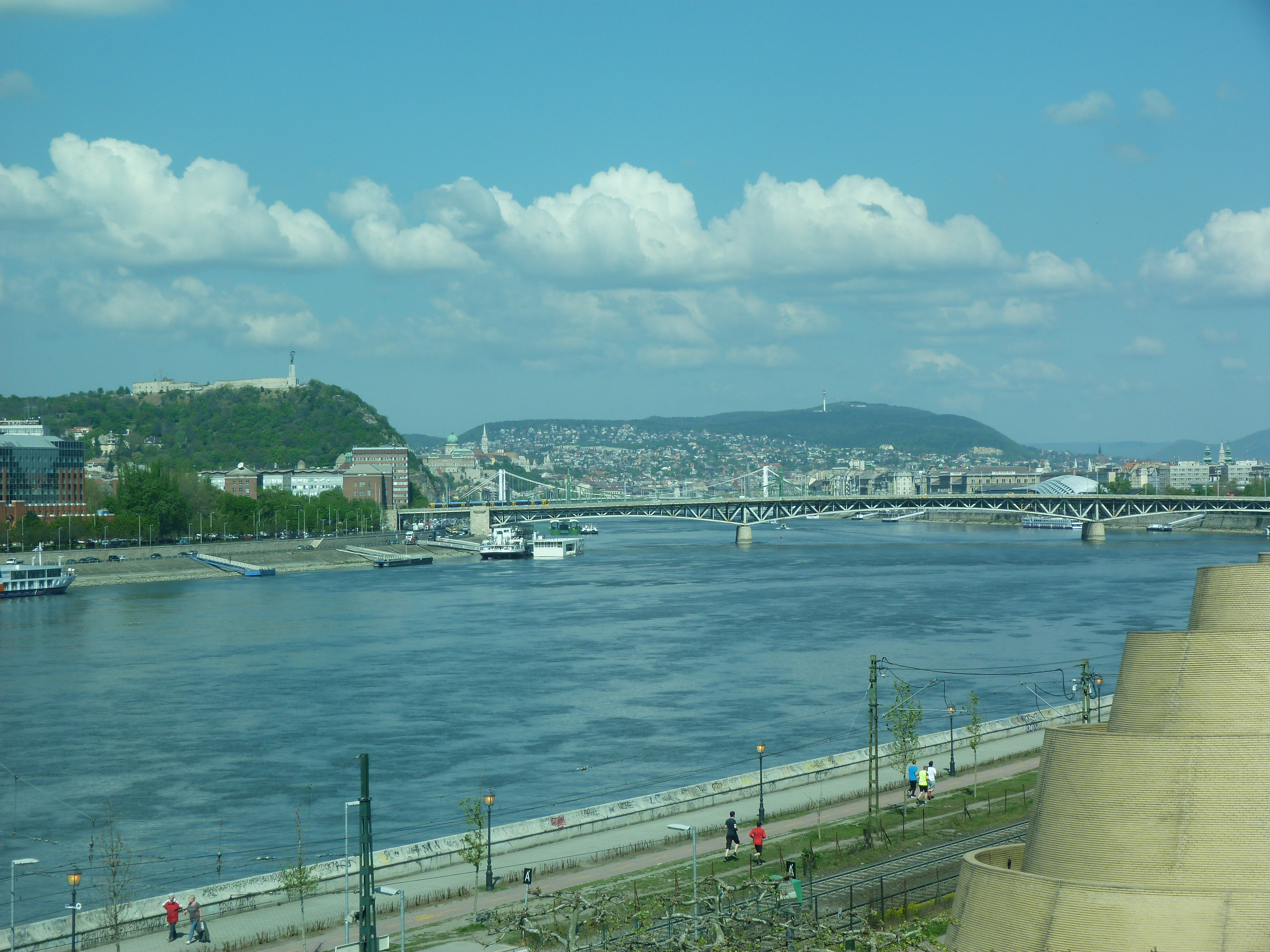
Panorama sul Danubio

Le seguenti città dell'Italia non sono gemellate con l'intera Budapest, ma solo con quartieri diversi dall'intera città:
- Acerenza
- Cortona
- Gioia del Colle
- Lecce
- Mondragone
- Pomarance
- Pomigliano d'Arco
- Sabaudia
- San Nicola la Strada[16]
- Sanremo
- Sassari
- Sezze
- Siracusa
- Udine
- Vibo Valentia
- Volpago del Montello

## Galleria d'immagini

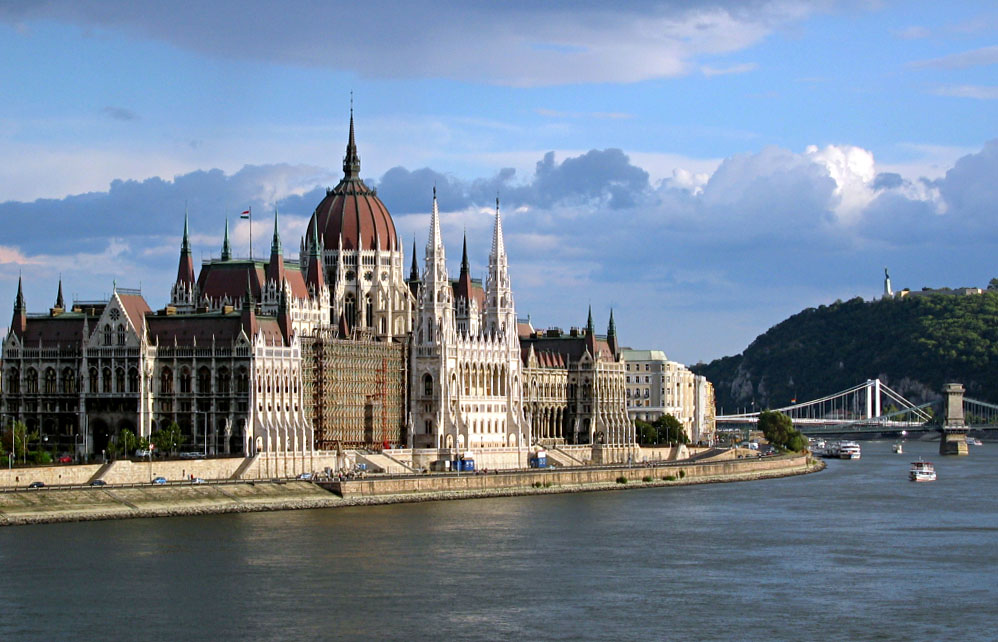
Il Palazzo del Parlamento
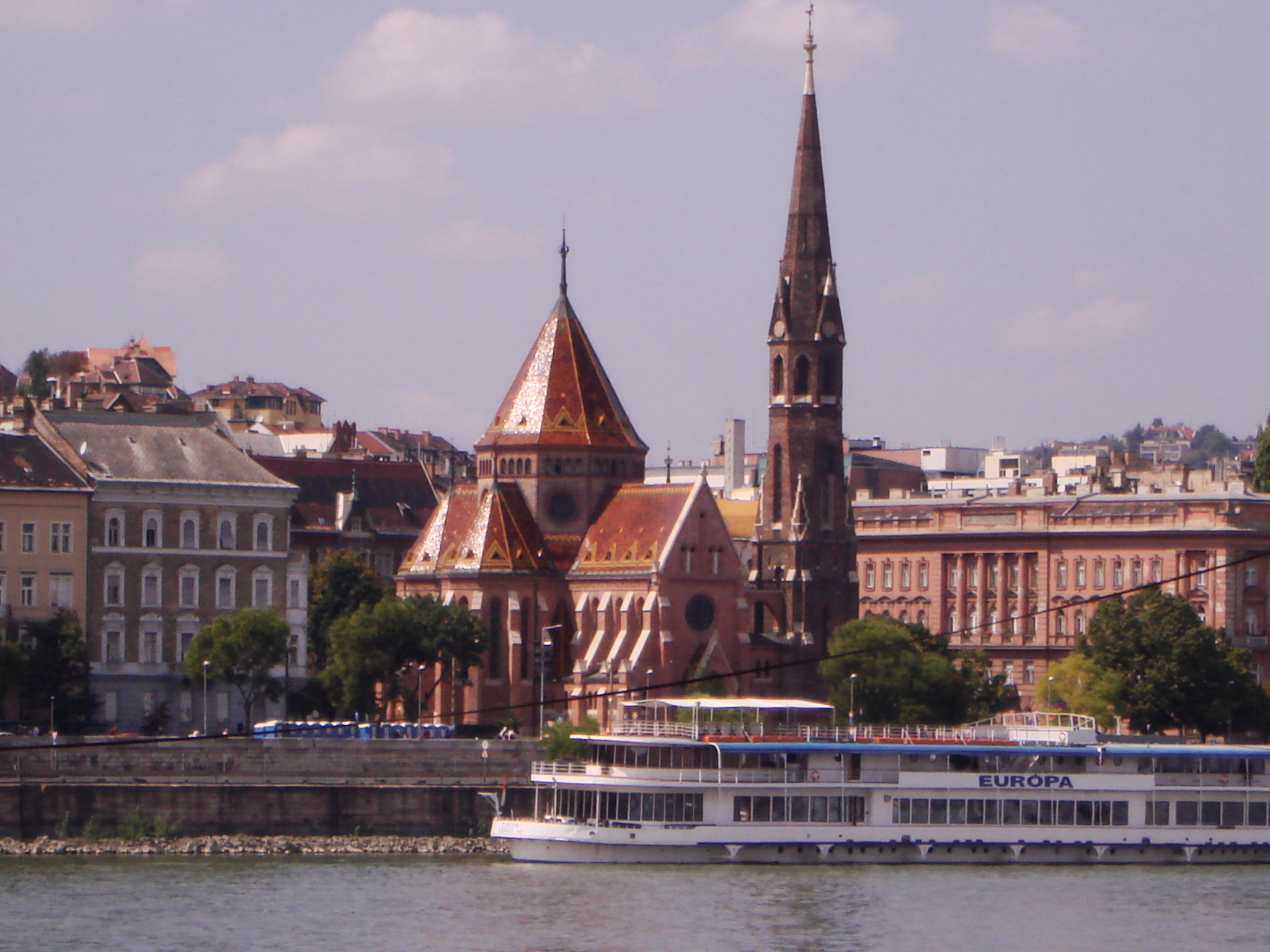
Chiesa calvinista di Buda
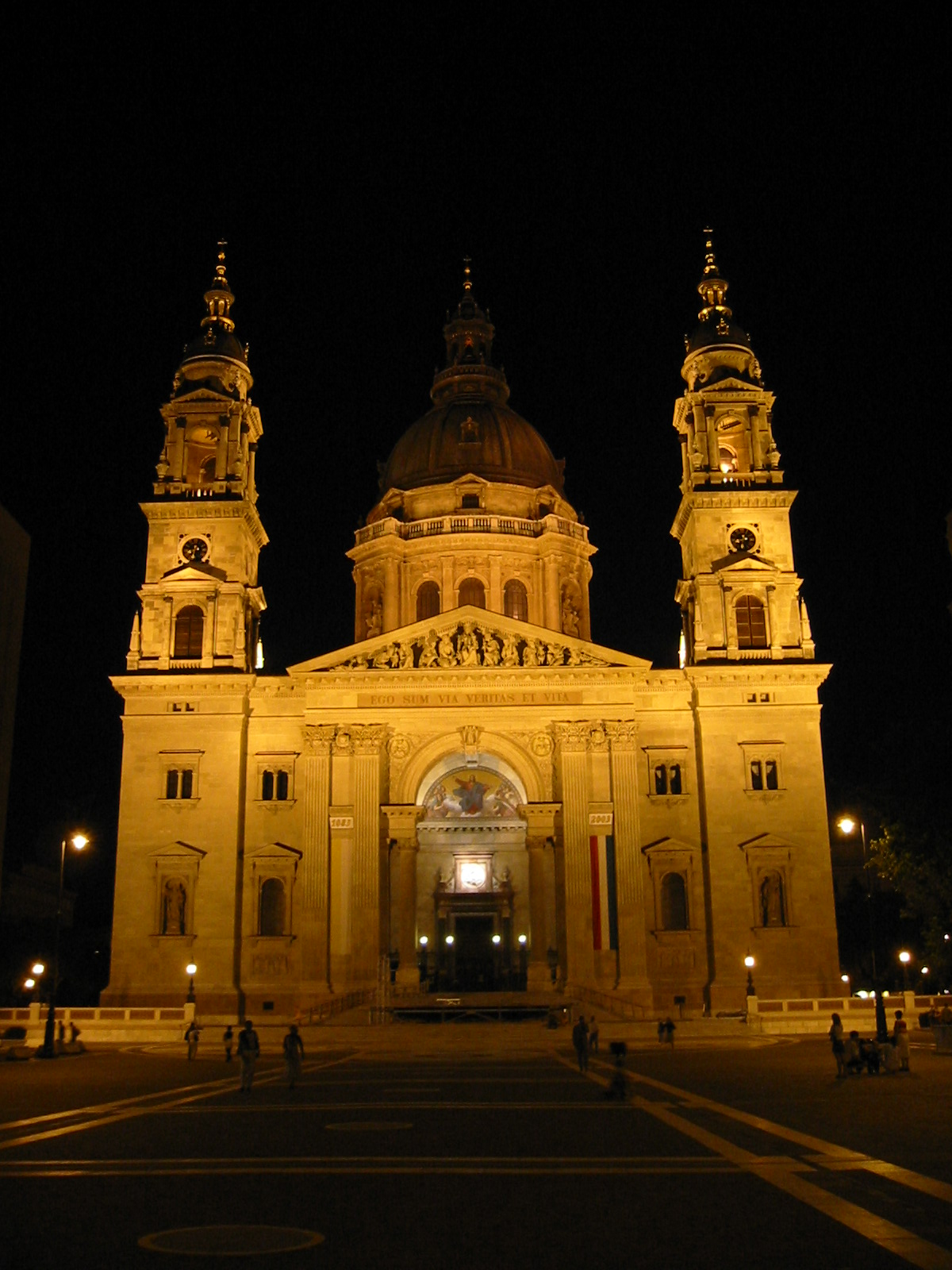
Basilica di Santo Stefano
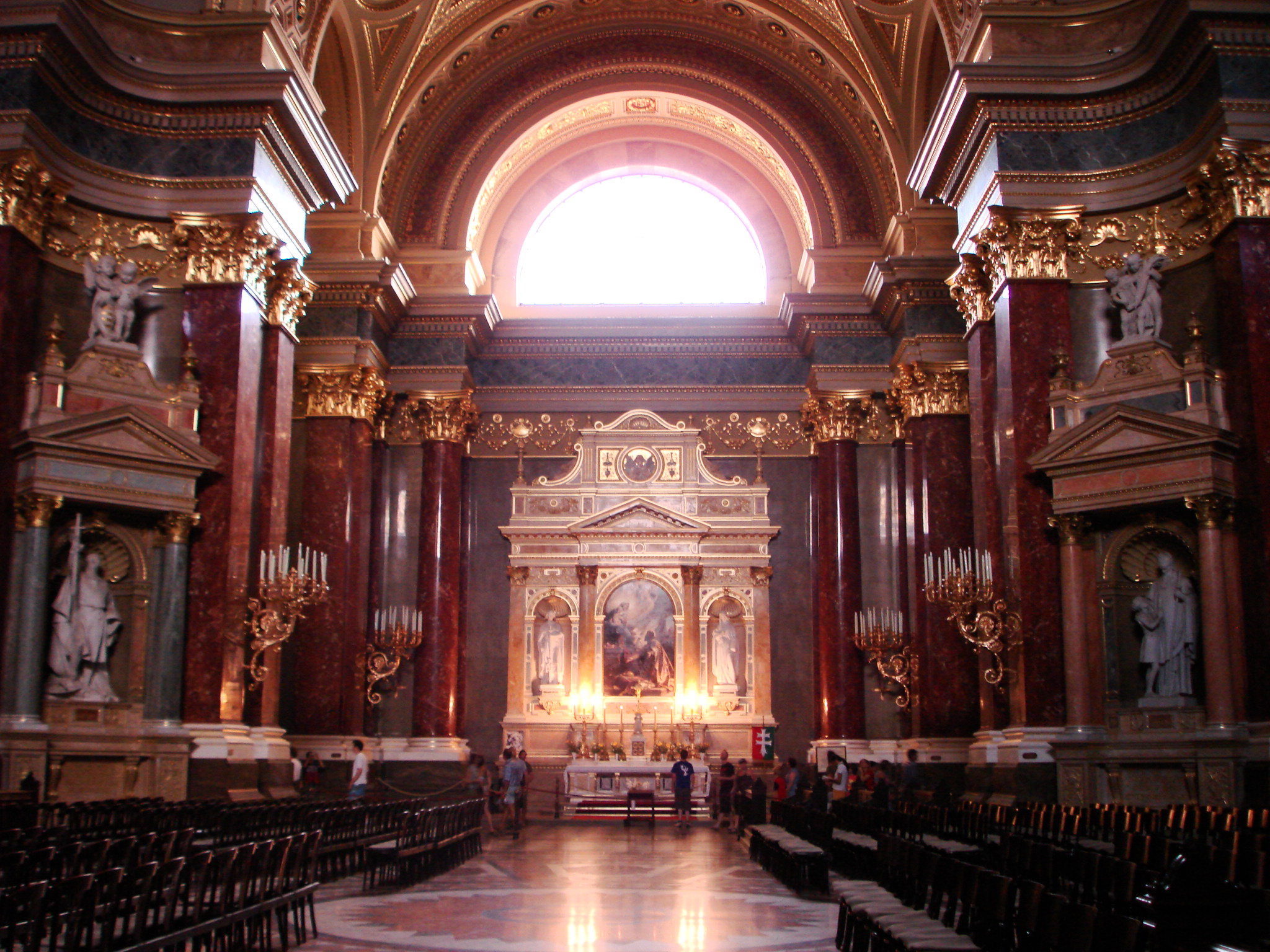
Interno della Basilica di Santo Stefano
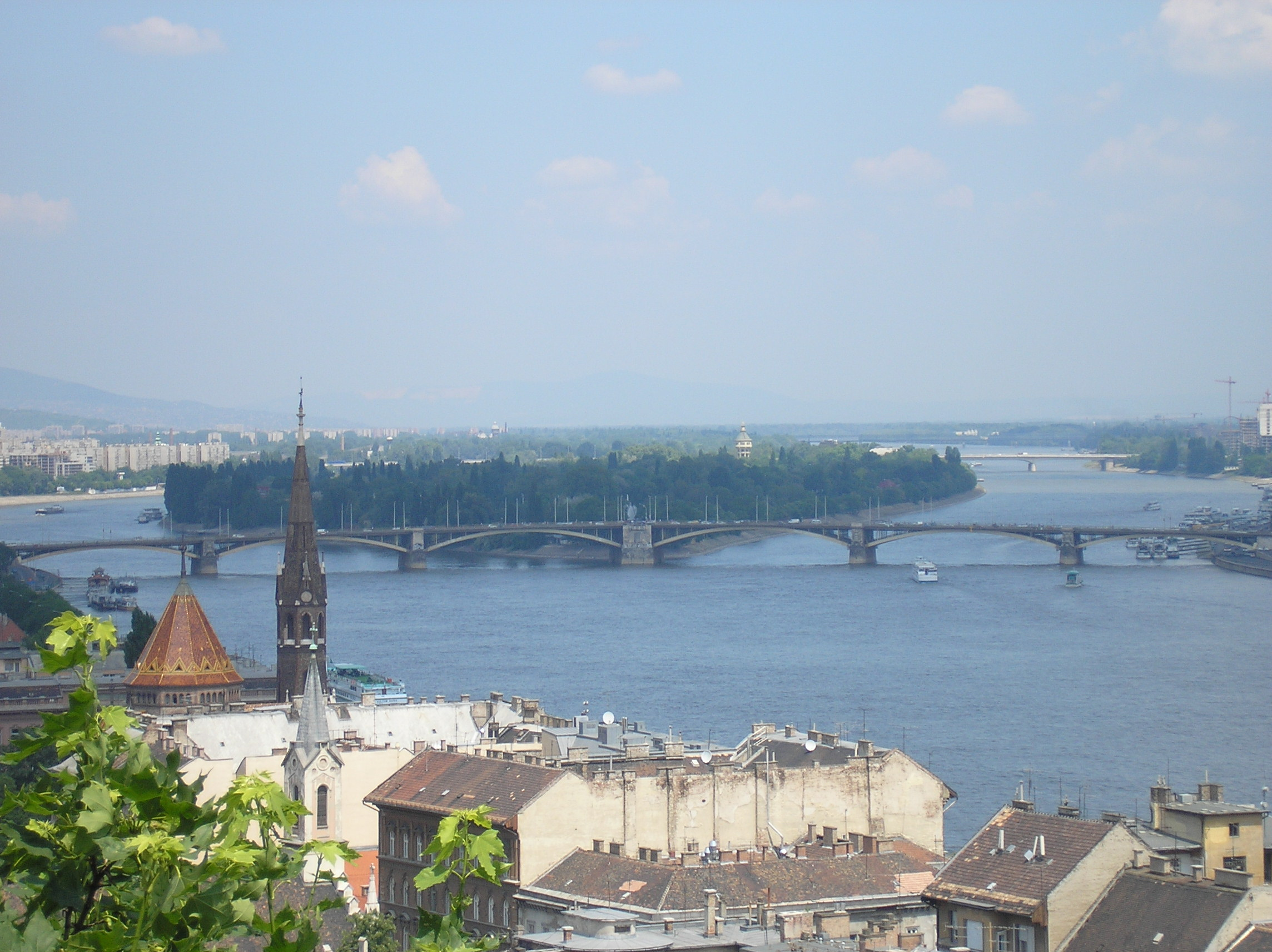
L'isola Margherita
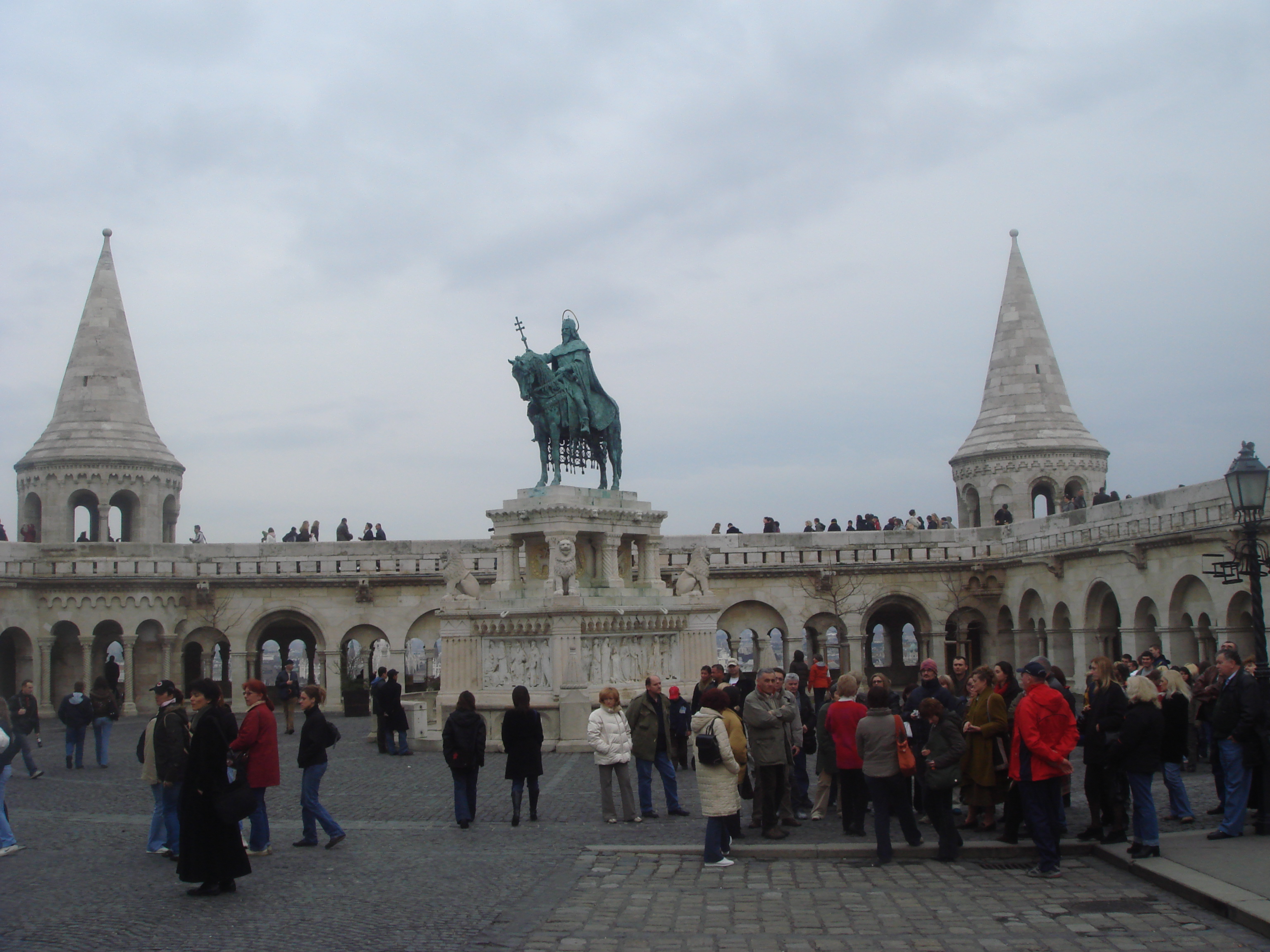
Il bastione dei Pescatori
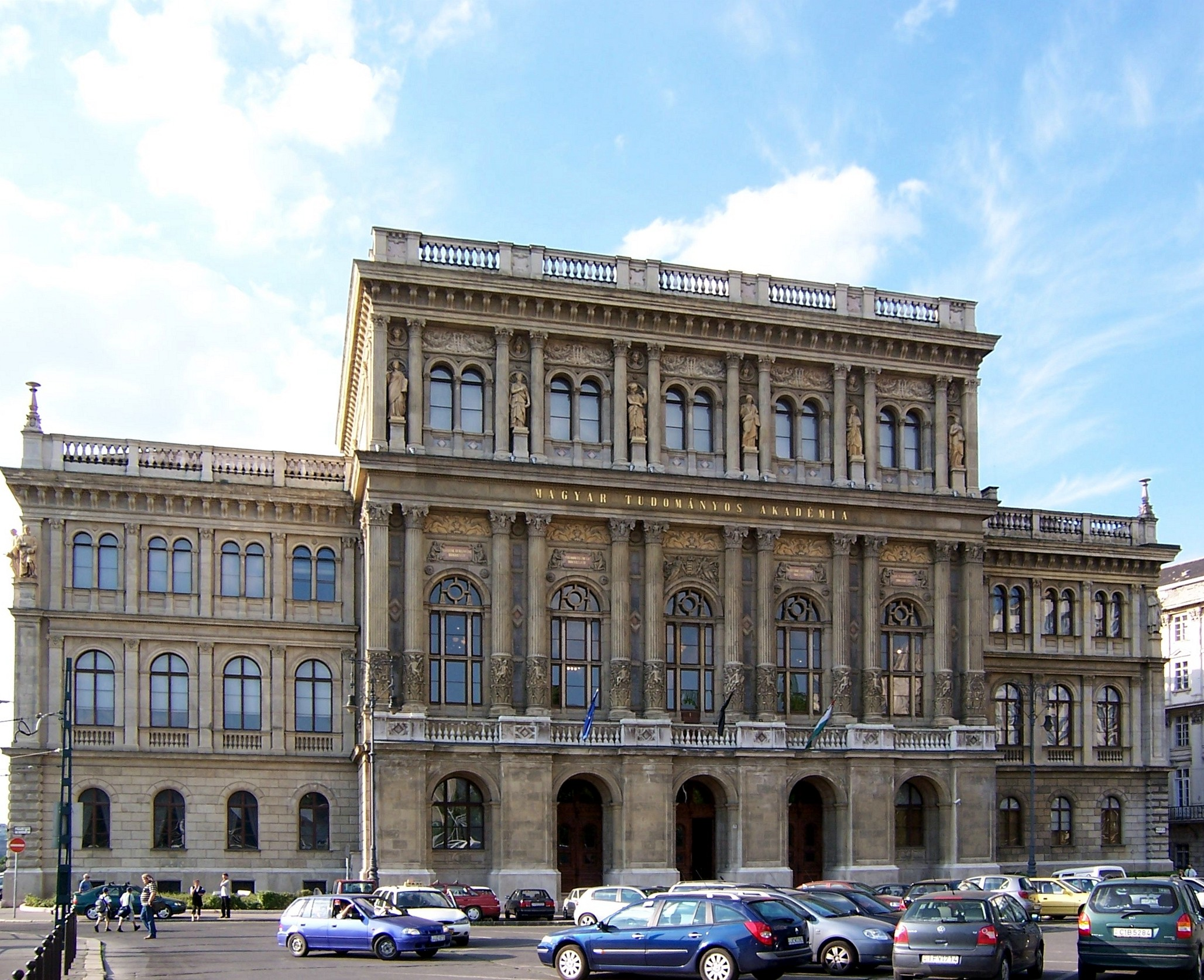
Accademia ungherese delle scienze
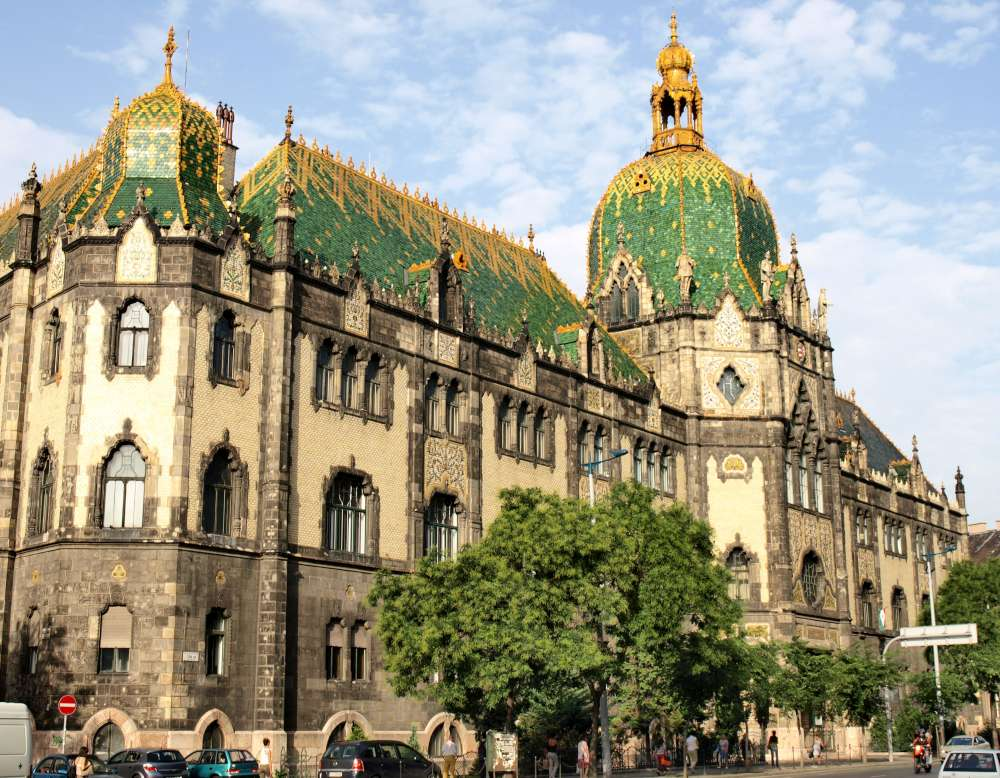
Museo d'arte applicata
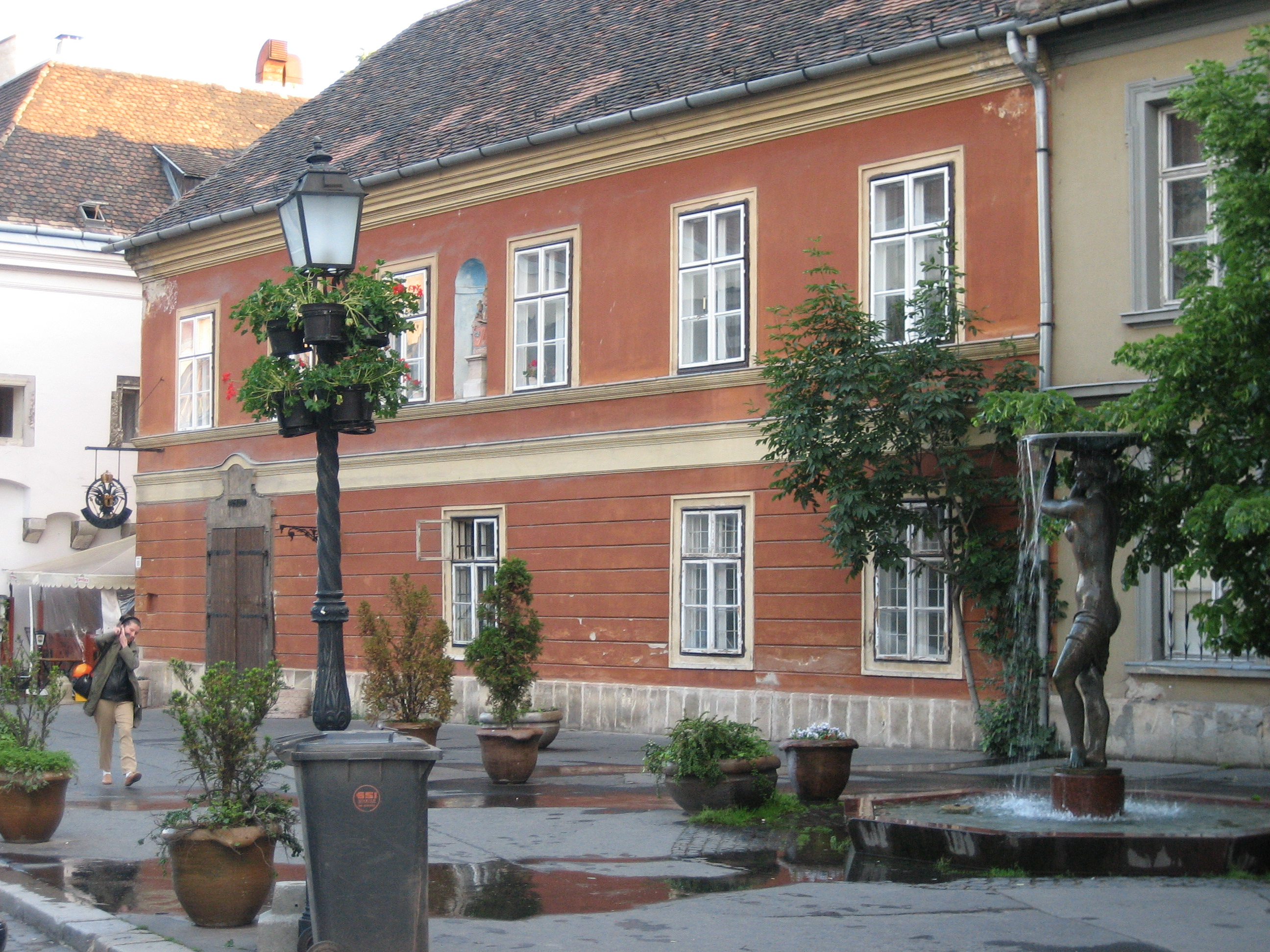
Arany Sas Patika Múzeum
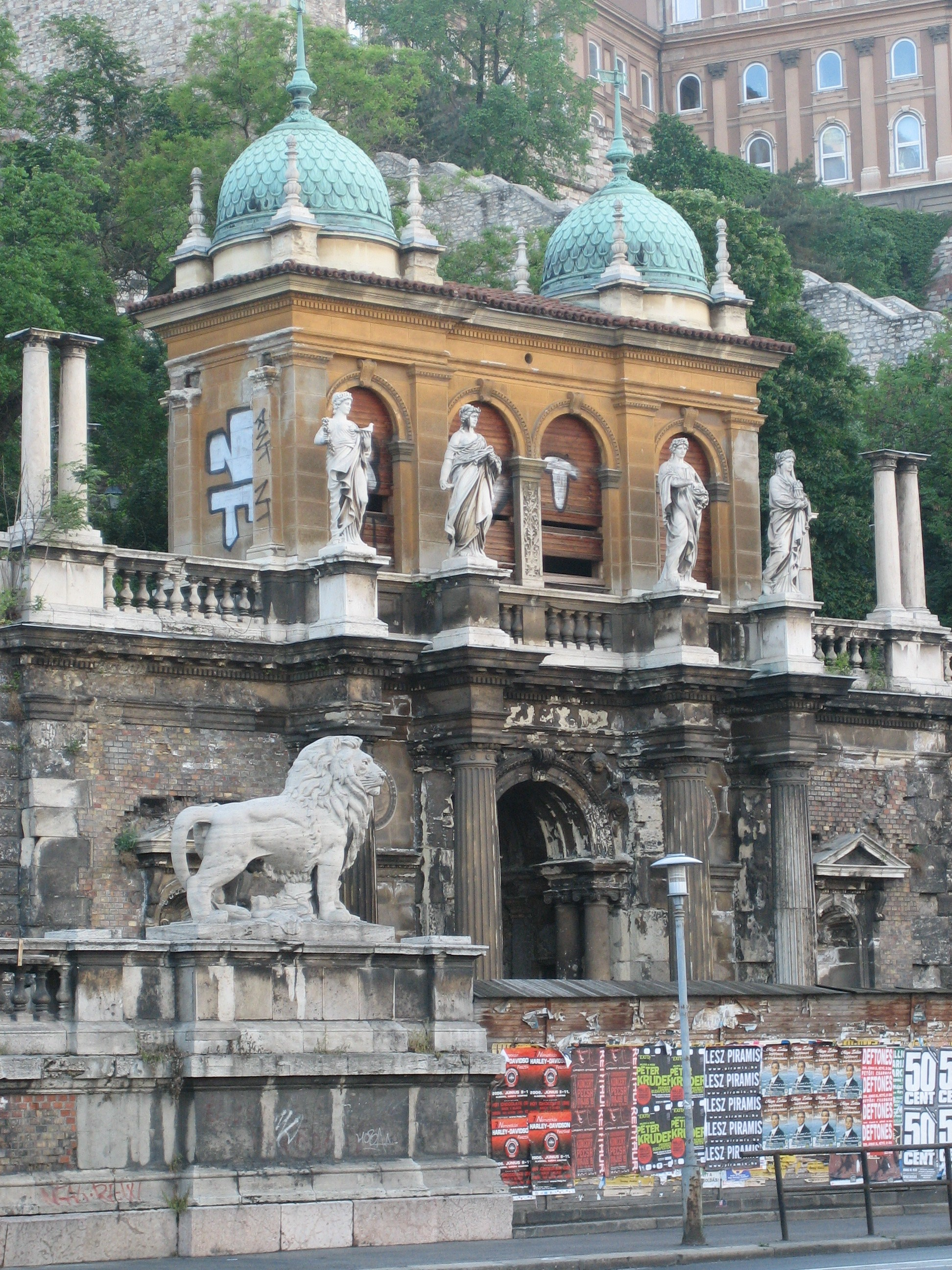
Ingresso nell'area del Castello di Buda
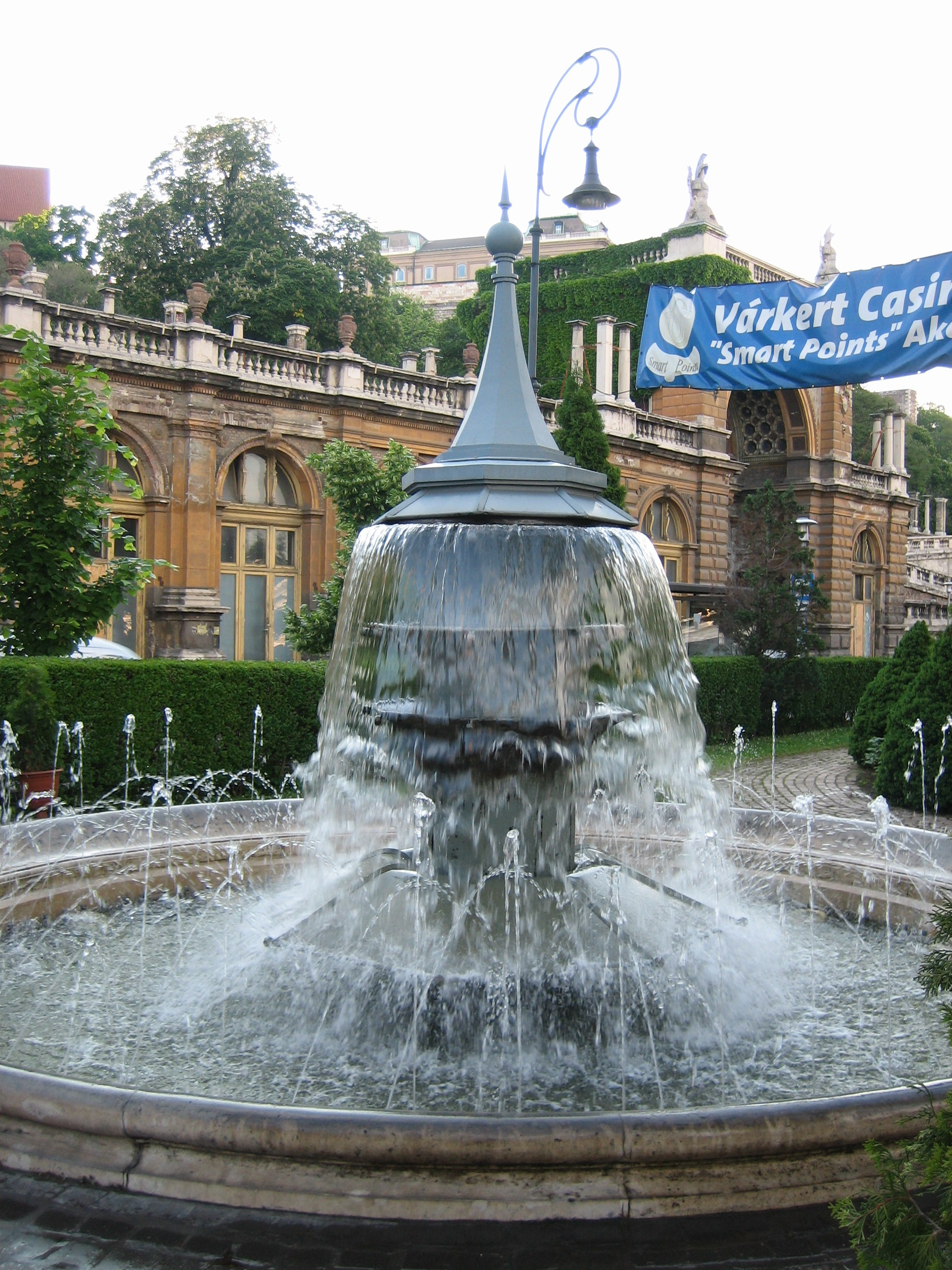
La fontana all'ingresso dell'area del Castello
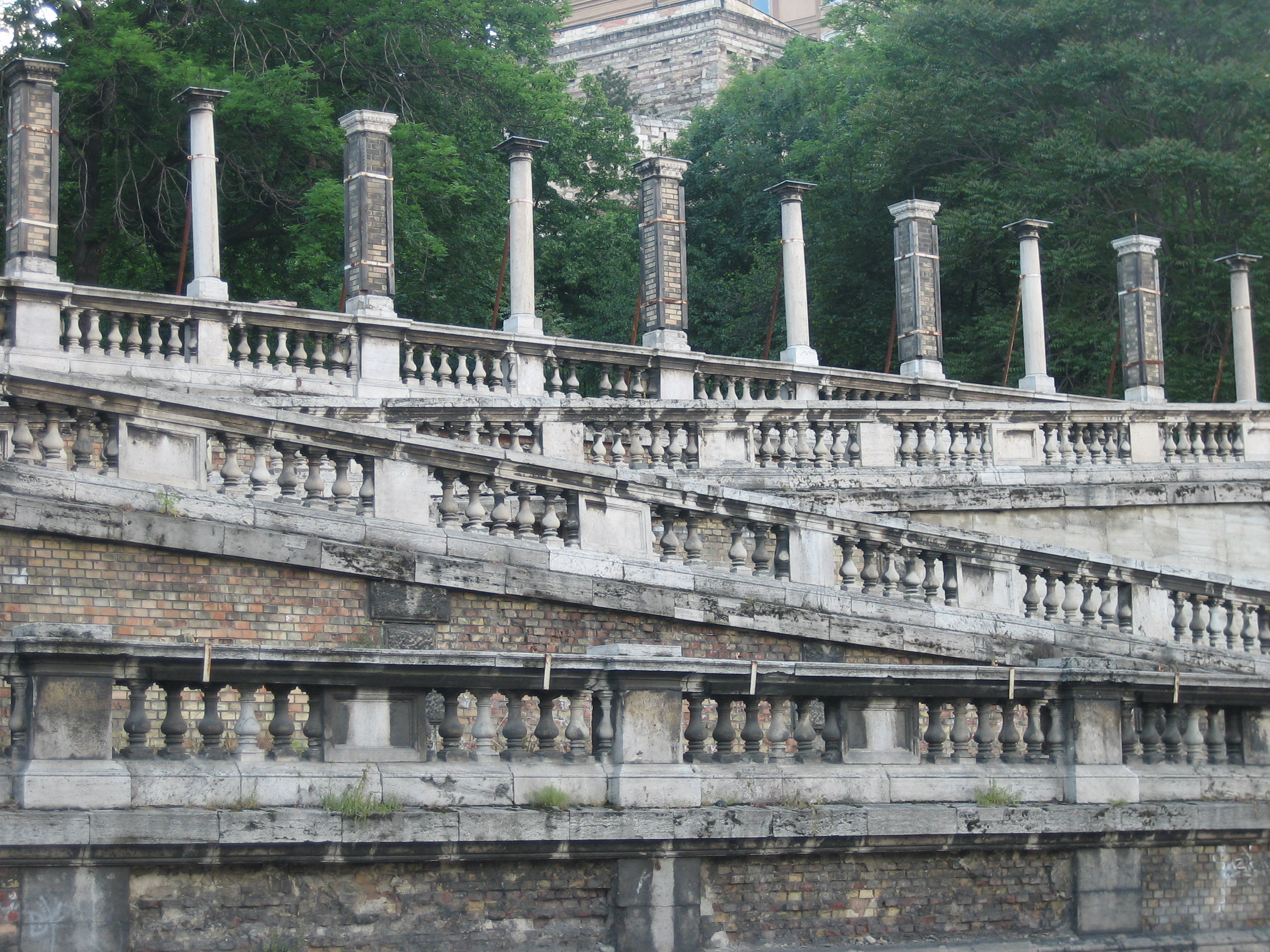
Salita al Castello
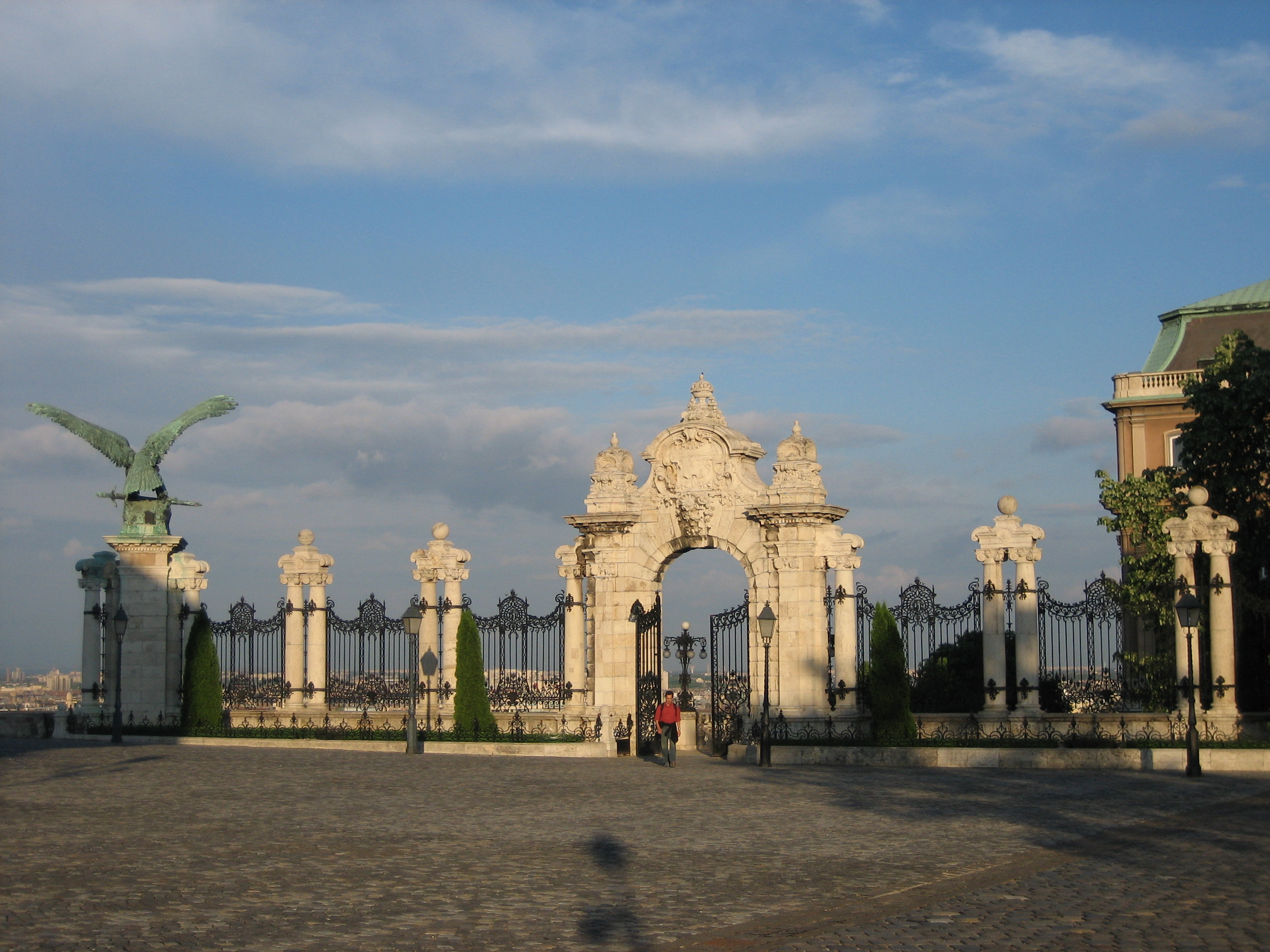
Ingresso al Castello
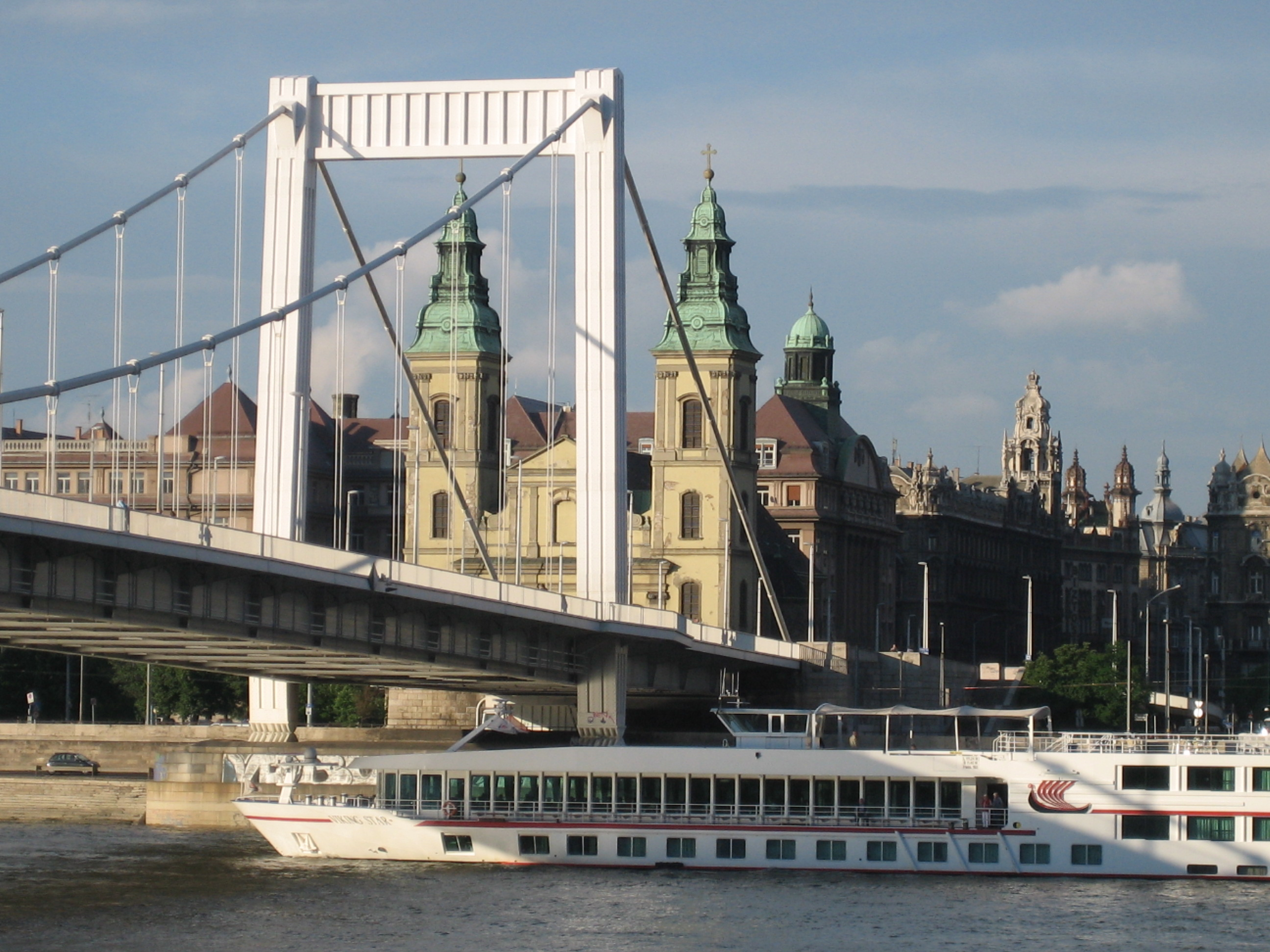
Il Ponte Elisabetta
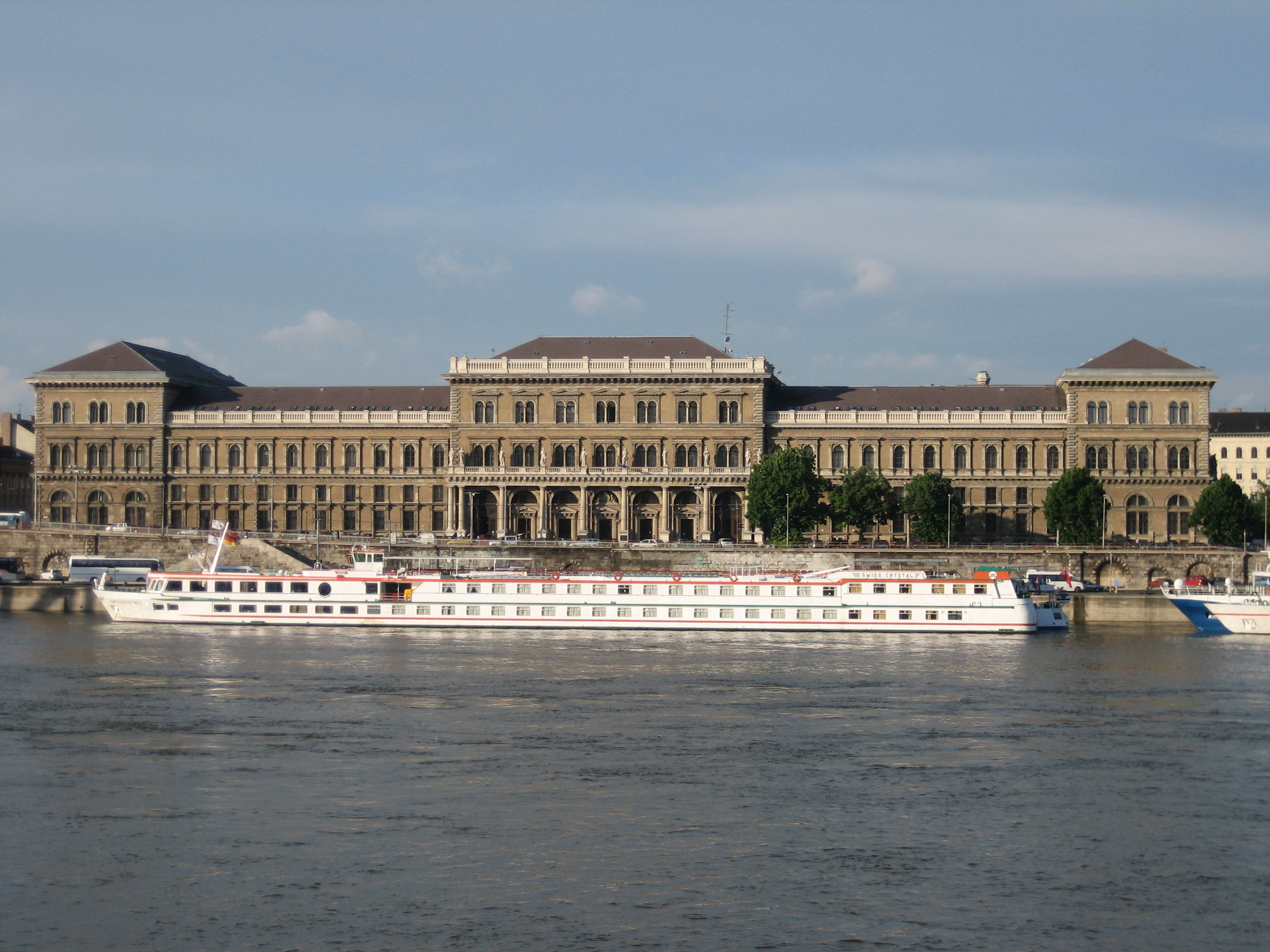
Fővám tér
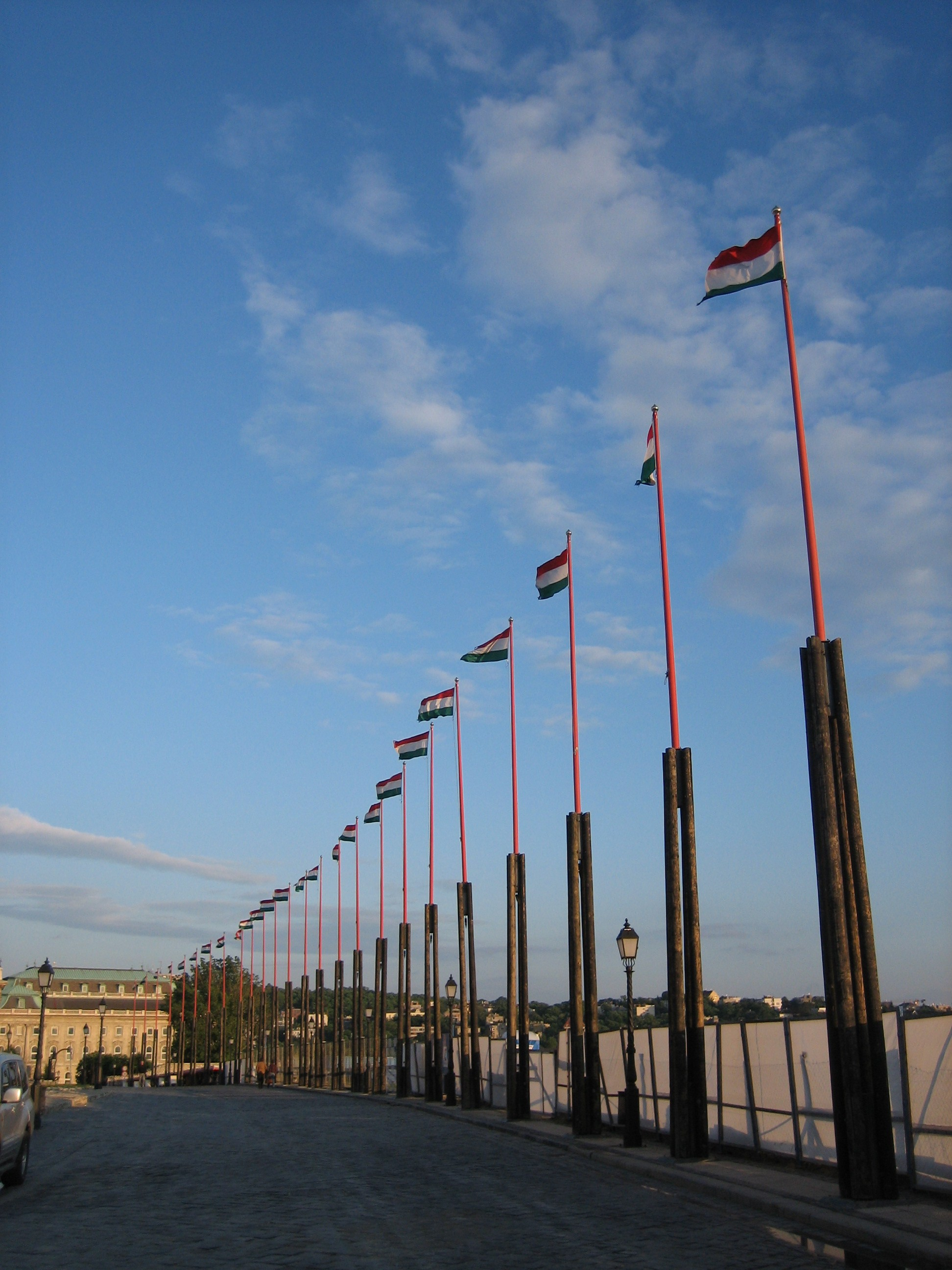
Bandiere ungheresi all'ingresso del Castello